# Владислав IV
Влади́слав IV Ва́за (пол. Władysław IV Waza, бел. Уладзіслаў IV Ваза; 9 июня 1595, Лобжув, Корона Королевства Польского, Речь Посполитая — 20 мая 1648, Мереч, Великое княжество Литовское, Речь Посполитая) — король польский и великий князь литовский с 6 февраля 1633 (провозглашение избрания 8 ноября 1632), царь московский в 1610—1613 годах и титулярный до 1634 года, старший сын Сигизмунда III.
По договору 4 (14) февраля 1610 года, который был заключён под Смоленском между королём Сигизмундом и посольством из лагеря Лжедмитрия II, королевич Владислав должен был занять после принятия православия русский престол. После восстания и низложения Василия Шуйского летом 1610 года новое московское правительство (Семибоярщина) избрало Владислава царём на Земском Соборе на поле у Серпуховской башни (Сухаревом поле) и стало чеканить в Москве и Новгороде от имени царя «Владислава Жигимонтовича» золотую и серебряную монету. 27 августа (6 сентября) 1610 года как русский царь королевич Владислав заочно принял присягу московского правительства и жителей Москвы и получил привезённые ему царские регалии, за исключением короны. Так как заранее обещанное ему и его отцу замирение обеих русских сторон внутреннего гражданского конфликта не случилось, 15-летний королевич в Москву не прибыл, православие
не принял, и следовательно, венчан на царство не был. В октябре 1612 года в Москве боярское правительство королевича Владислава было низложено. В 1613 году царём был избран Михаил Фёдорович. В 1617—1618 годах Владислав, поощряемый польским сеймом, неудачно попытался снова овладеть русским престолом, ограничившись территориальными уступками Москвы Польше по Деулинскому перемирию. Окончательно отказался от царских прав и от использования титула Великого князя Московского, вернув русские царские регалии, только по Поляновскому миру лишь в 1634 году, уже будучи законным польским королём.
Владислав смог избежать активного участия Речи Посполитой в Тридцатилетней войне, придерживался религиозной терпимости и провёл военную реформу. Безуспешно стремился укрепить королевскую власть, выступая против магнатов. Правление Владислава IV оказалось последней (исключая правление Яна III Собеского) стабильной эпохой в истории королевской Польши. Восстание запорожских казаков под руководством Богдана Хмельницкого началось ещё при жизни короля (ранее, в 1637 и 1638 годах, были подавлены два других казацких восстания — Павлюка и Острянина). Уже после смерти короля Владислава IV, в результате его борьбы за Юго-Западную Русь и вторжения Швеции Речь Посполитая оказалась ввергнута в войну и анархию (так называемый «Потоп»).

## Королевский титул
Полная официальная титулатура: Владислав IV, милостью Божьей король польский, великий князь литовский, русский, прусский, мазовецкий, самогитский, ливонский, а также наследный король шведов, готов, вендов, избранный великий князь московский (лат. Vladislaus Quartus Dei gratia rex Poloniae, magnus dux Lithuaniae, Russiae, Prussiae, Masoviae, Samogitiae, Livoniaeque, necnon Suecorum, Gothorum Vandalorumque haereditarius rex, electus magnus dux Moschoviae).
В 1632 году был избран королём польским и великим князем литовским под именем Владислава Зигмунда Вазы-Ягеллона. От отца он унаследовал претензии на корону Швеции. Он, как и многие другие европейские монархи, претендовал на титул короля Иерусалимского, хотя Иерусалимского государства не существовало уже несколько веков. Его титулатура была длиннее, чем у любого из его предшественников на польском троне.

## Биография

### Предыстория
Отец принца Владислава, польский король, католик, Сигизмунд III Ваза (внук шведского короля Густава I, основателя династии Ваза), унаследовал ещё и шведский престол в 1592 году, однако в 1599 году был со шведского престола свергнут своим родным дядей, протестантом, ставшим королём Швеции Карлом IX. Это событие привело к растянувшейся на десятилетия междоусобной вражде, в которой польские короли династии Ваза предъявляли претензии и на шведский трон. В результате этой вражды произошли ряд польско-шведских войн в 1600—1629 годах и так называемый шведский «Потоп» 1655 года. Сигизмунд, будучи ревностным католиком, пристально наблюдал за военными конфликтами в соседних государствах Европы, но уклонялся от участия своего Королевства в религиозной Тридцатилетней войне, при этом он морально поддерживал контрреформацию в Европе. Это вело к возрастающему политическому напряжению и внутри самой Речи Посполитой.

### Детство

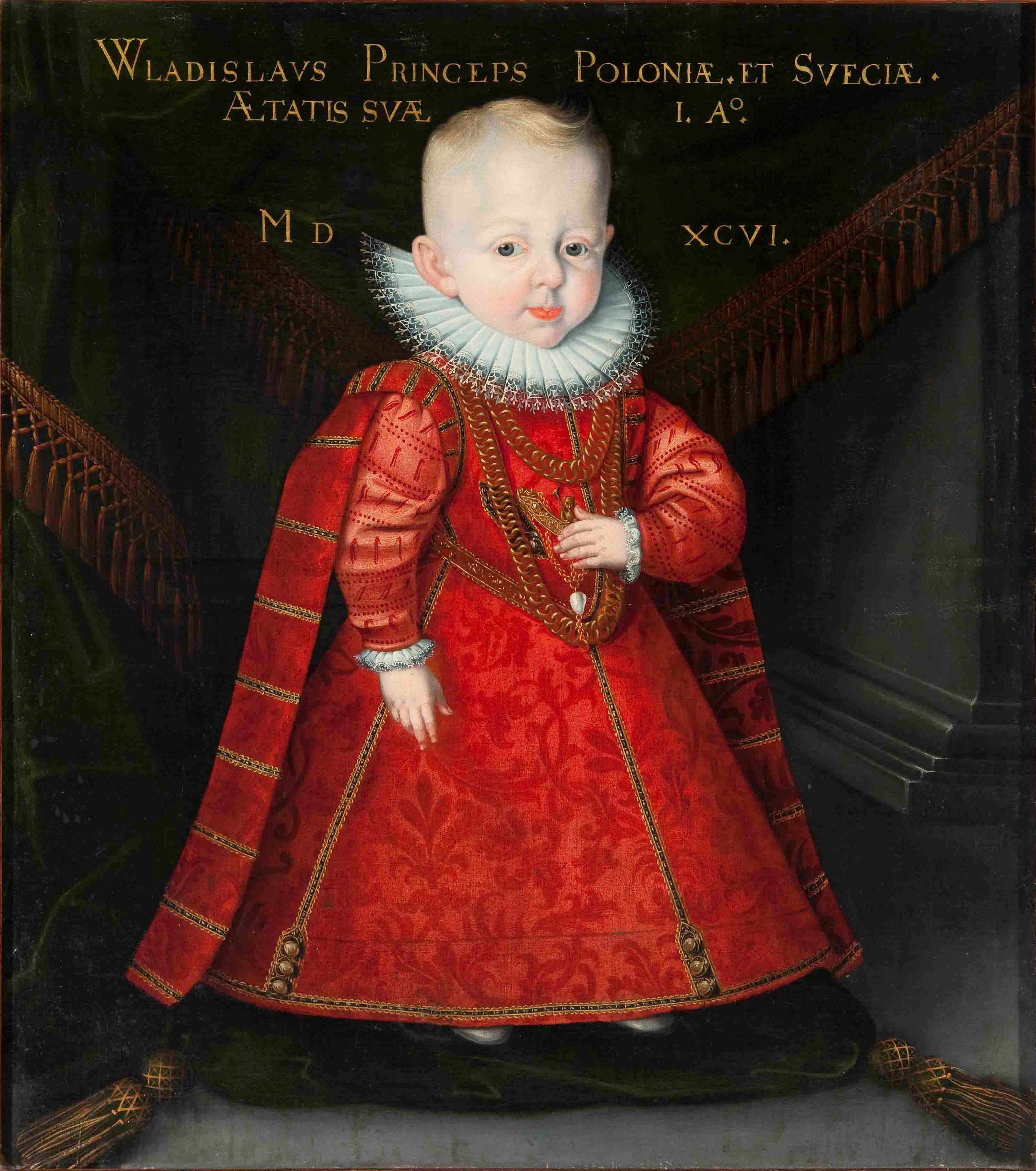
Портрет королевича 1596 года кисти Марцина Кобера

Мать Владислава умерла спустя три года после его рождения. Его вырастила одна из её бывших фрейлин Урсула Мейерин. Урсула имела большое влияние при королевском дворе. Приблизительно в начале 1600-х гг. она, вероятно, потеряла большую часть своего влияния, поскольку Владислав приобрёл новых учителей и наставников, таких как священники Габриэль Преванциуш, Анджей Шолдрский и Марек Лентковский.

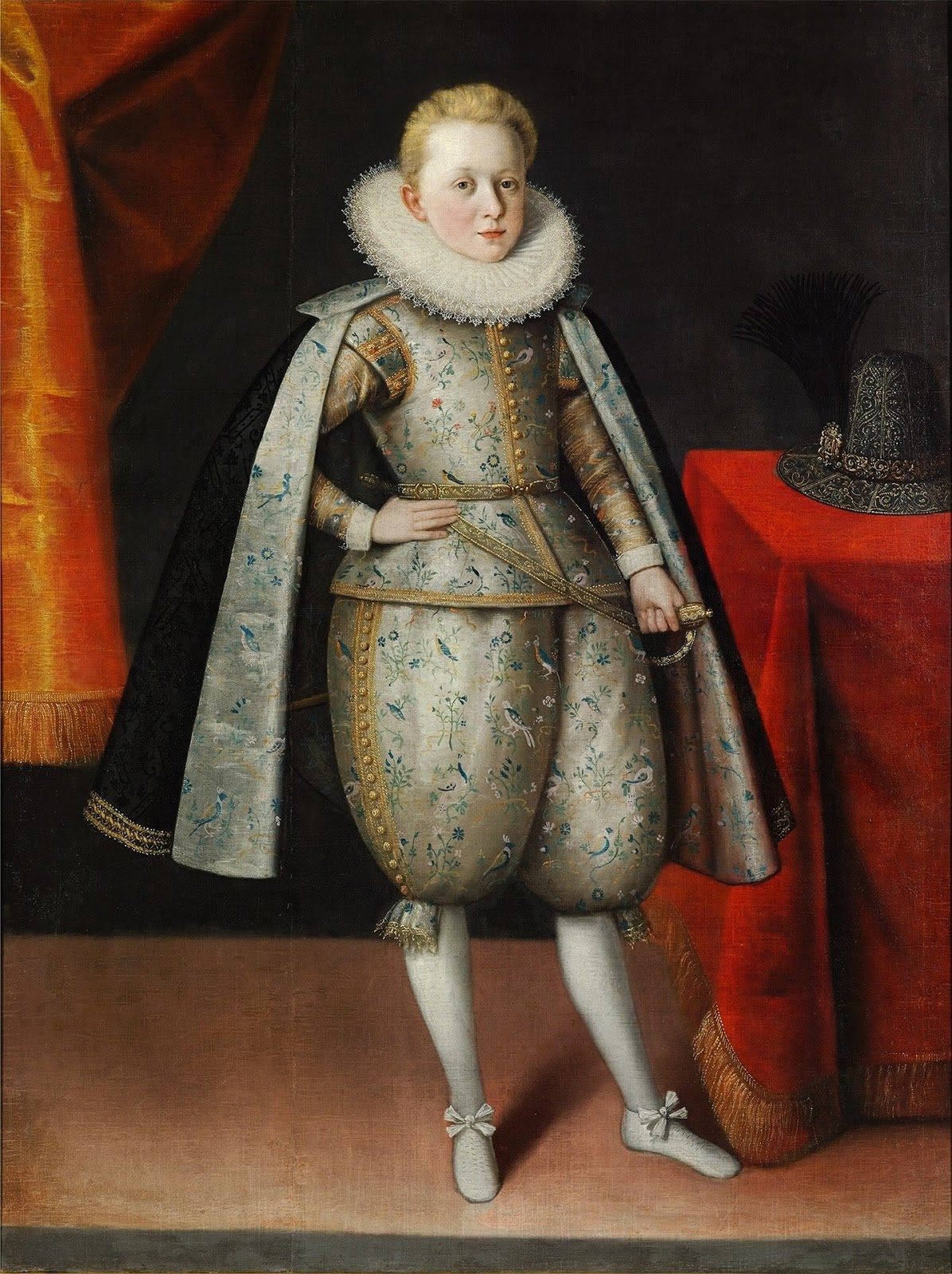
Королевич в 10-летнем возрасте. Внук Юхана III Вазы, правнук Густава Вазы.
Потомок тверской княжны Иулиании (Ульяны Александровны)
и её отца Великого князя Тверского Александра Михайловича Рюриковича.

Владислав также подружился с Адамом Казановским и его братом Станиславом. Упоминалось, что Владислав интересовался живописью, позднее он стал покровителем художников. Он читал и писал по-немецки, по-итальянски и на латыни, однако разговаривал принципиально только по-польски.

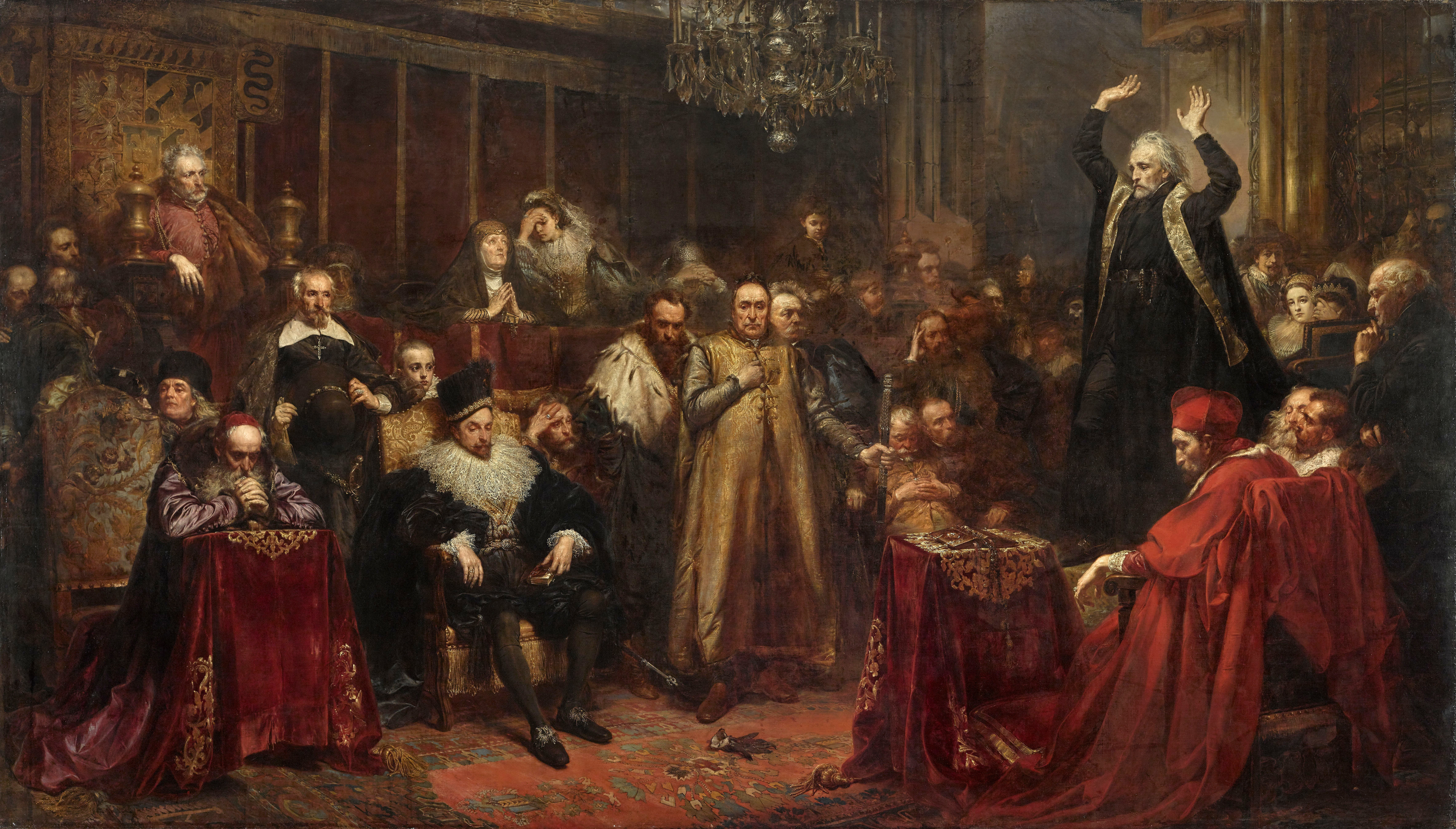
Проповедь Скарги, Ян Матейко, 1862 г, масло, холст, 224 x 397 см, Королевский дворец в Варшаве. Пётр Скарга (стоит справа) читает проповедь. Король Сигизмунд III сидит на троне в первом ряду, левее от центра. Левее и выше короля за спинкой трона стоит его сын, будущий король Владислав IV Ваза.

После традиционных домашних занятий принц поступил в Краковский университет, а затем провел два незабываемых года в Риме. В Италии Владислав научился хорошо разбираться в живописи и скульптуре и завёл дружбу с выдающимися мастерами того времени.

### Царствование в России
В 1569 году была принята Люблинская уния, по которой Великое княжество Литовское и Королевство Польское объединялись в федеративное государство — Речь Посполитую, правителем которой с титулом короля польского и великого князя литовского стал Сигизмунд II Август. Уже через три года в 1572 году он умер, не оставив наследников, и возник проект унии между Русским Государством и Речью Посполитой.
Так как умерший король был потомком по женской линии Владимирского и Тверского князя Александра Михайловича Рюриковича, то кандидатура русского царя Ивана IV была предложена для занятия польского королевского престола. Несмотря на поддержку со стороны части шляхты, сам Иван не выражал заинтересованности королевским троном Речи Посполитой. Как говорил в Сейме Ян Замойский: «Великий князь Московский был бы наилучшим кандидатом на престол, однако не выражает им заинтересованность».

Позже рассматривался вопрос о кандидатуре царя Фёдора Иоанновича, но эта возможность отпала, поскольку шляхта добивалась его перехода в католичество. В 1600 году дипломатическая миссия Льва Сапеги в Москве не смогла договориться с Борисом Годуновым о создании конфедерации и объединении тронов потомками Годунова или Сигизмунда III Вазы из-за разногласий по вопросам свободы торговли и путешествий, вероисповедания, заключению брака между супругами и выборе ими места поселения, русская сторона также была встревожена процессами полонизации (видимыми уже в Литве) и участившимися побегами крестьян из России в Речь Посполитую. Вдохновителем проекта объединения тронов и создания мощнейшего государства Европы была польская сторона в лице Яна Замойского и Льва Сапеги.

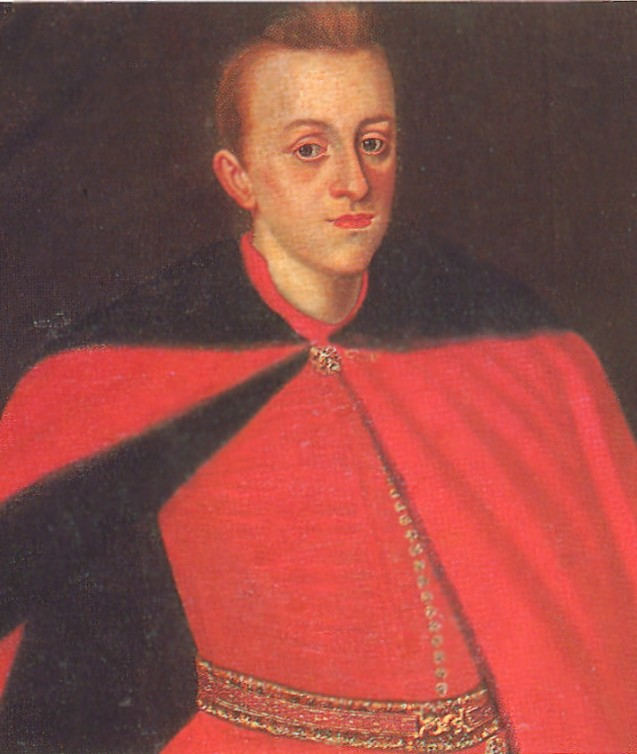
Королевич Владислав в возрасте 18 лет. Швед по отцу, австриец по матери, читавший и писавший на латыни, а также по-немецки и по-итальянски, но всегда принципиально говоривший только по-польски. Большой любитель и знаток оперы, живописи и живой природы.

В свою очередь на Руси в Смутное время растерзанный толпой заговорщиков «добрый царь» Дмитрий Иоанович (Лжедмитрий I) и убитый позднее своим телохранителем «Тушинский вор» — Лжедмитрий II не смогли стать священными верховными арбитрами борьбы боярских родов, коими и были по существу всегда русские цари. Царём не мог быть теперь и представитель одного из смертельно враждующих между собой боярских кланов. Насильственное пострижение в монахи царя Василия Шуйского это очевидно показало. Более всего для роли царя в тех условиях подходил именно невовлечённый во внутренние конфликты королевич Владислав («Не хощем своего брата слушати: ратнии люди русского царя не боятся, не слушают и не служат ему»).
Отдавая царский престол королевичу Владиславу, русские люди (первоначально это были тушинцы из лагеря Лжедмитрия II во главе с их патриархом Филаретом — отцом будущего царя Михаила Романова, а позднее и вся Семибоярщина с экстренно собранным Земским собором 1610 года на поле у Серпуховской башни), по сути дела, отклонили тем самым предложение польского короля Сигизмунда III о подчинении его власти и выступили за сохранение целостности Русского государства.
Точно так же и позднее оккупированные шведами новгородцы упорно мотивировали свой отказ присягать королю Швеции Густаву II Адольфу тем, что они считают своим великим князем его младшего брата Карла Филиппа (сына Карла IX).
По договору 4 (14) февраля 1610 года, который был заключён под Смоленском между королём Сигизмундом и посольством из лагеря Лжедмитрия II, королевич Владислав должен был занять после принятия православия русский престол.
27 августа (6 сентября) 1610 года как русский царь королевич Владислав заочно принял присягу московского правительства и жителей Москвы (Договор 27 августа 1610 года) и получил привезённые ему царские регалии, за исключением короны. Так как заранее обещанное ему и его отцу замирение обеих русских сторон внутреннего гражданского конфликта не случилось, 15-летний королевич в Москву не прибыл, православие не принял, и следовательно, венчан на царство не был.
Московский и Новгородский денежные дворы чеканили монеты с именем русского Царя Владислава Жигимонтовича, сохраняя в неприкосновенности все традиции русского чекана на протяжении всего царствования королевича с сентября 1610 года по сентябрь 1612 года. Новгородский денежный двор при Владиславе работал короткое время. В октябре 1610 года новгородцев привели к присяге Владиславу, в январе 1611 года Новгород восстал и установил самоуправление, а 16 июля 1611 года Новгород был захвачен шведскими наёмниками.

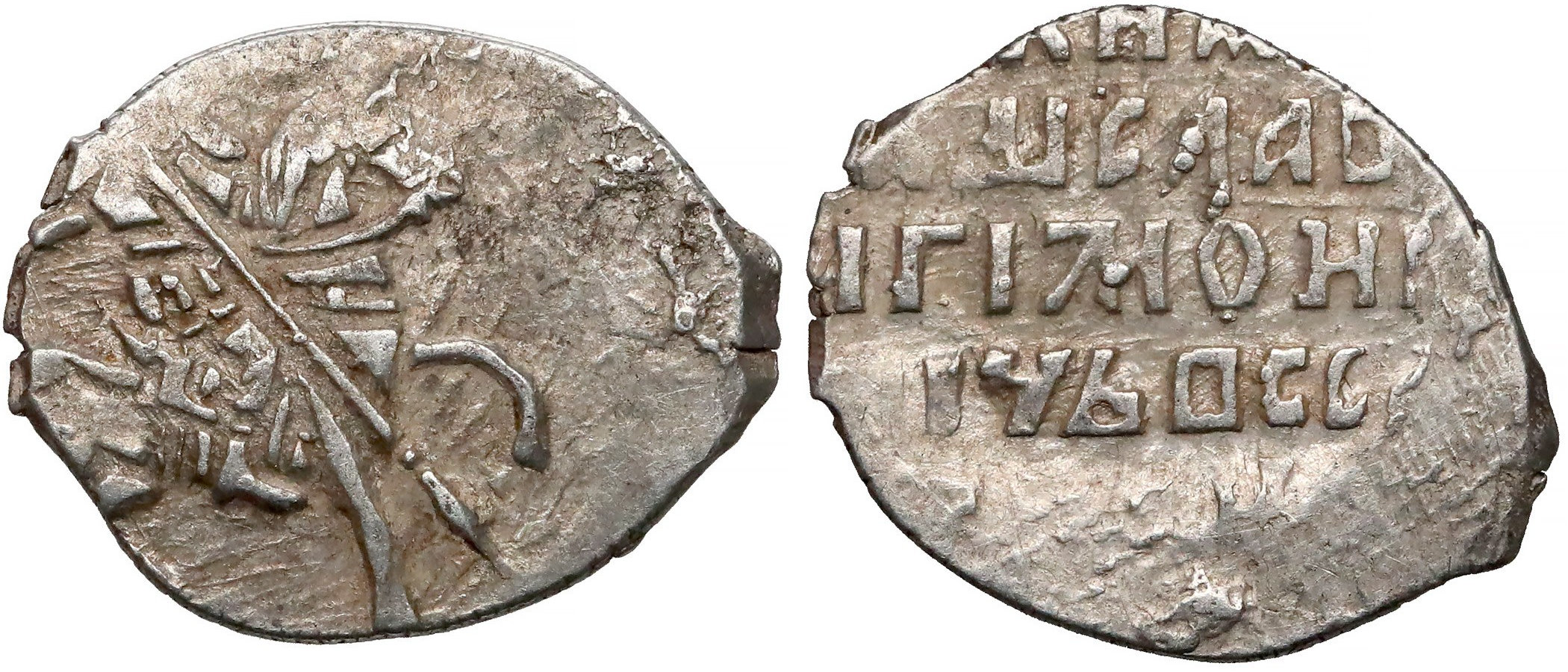
Монета Владислава, отчеканенная в Москве в период его формального царствования в качестве русского царя

Видный советский историк Владимир Кобрин поставил вопрос об альтернативах Смуты. Он считал, что такой динамичный период, как Смута, был на редкость богат не только яркими событиями, но и альтернативами развития. Он, в частности, предположил, что «воцарение православного Владислава на Руси принесло бы хорошие результаты … он превратился бы в русского царя польского происхождения, как его отец Сигизмунд был польским королём шведского происхождения … Если бы этот документ (Тушинский проект) сработал, вся русская история пошла бы другим путём». Карамзин в своей «Истории государства Российского» сожалел, что «венец Мономахов» не возвратился к «варяжской династии», которая включила бы Россию в систему держав, основавших «равновесие в Европе до времён новейших».
В 1611 году великий гетман литовский Ян Кароль Ходкевич участвовал в неоднократных походах к Москве для доставки продовольствия польско-литовскому гарнизону в Московском Кремле, приглашённому туда Семибоярщиной как свита нового избранного русского царя Владислава Жигимонтовича с целью подготовки его коронации и для защиты самого кремлёвского боярского правительства от войск самозванца Лжедмитрия II — «Тушинского вора».
Король Сигизмунд, отец Владислава, предложил себя в качестве регента-правителя России до совершеннолетия королевича, который к тому же был наследником польского престола и имел права на шведский престол. Такое неприемлемое предложение для русской стороны привело вновь к враждебным действиям сторон.
В 1612 году вспыхнуло восстание против поляков, которое привело к захвату московского Кремля и низложению русского официального правительства — Семибоярщины, которое находилось в Кремле под охраной польских королевских солдат.
В 1613 году созванный новый Земской Собор выбрал на царство юного Михаила Романова.
Организовав военную кампанию 1616 года, королевич Владислав сделал попытку вернуть себе царский трон. Однако, даже одержав некоторые победы, он не сумел захватить Москву. Владислав никогда не правил Россией, хотя сохранял за собой титул царя до 1634 года и во время торжественных приёмов надевал т. н. московитскую корону.

### Королевич в Польше

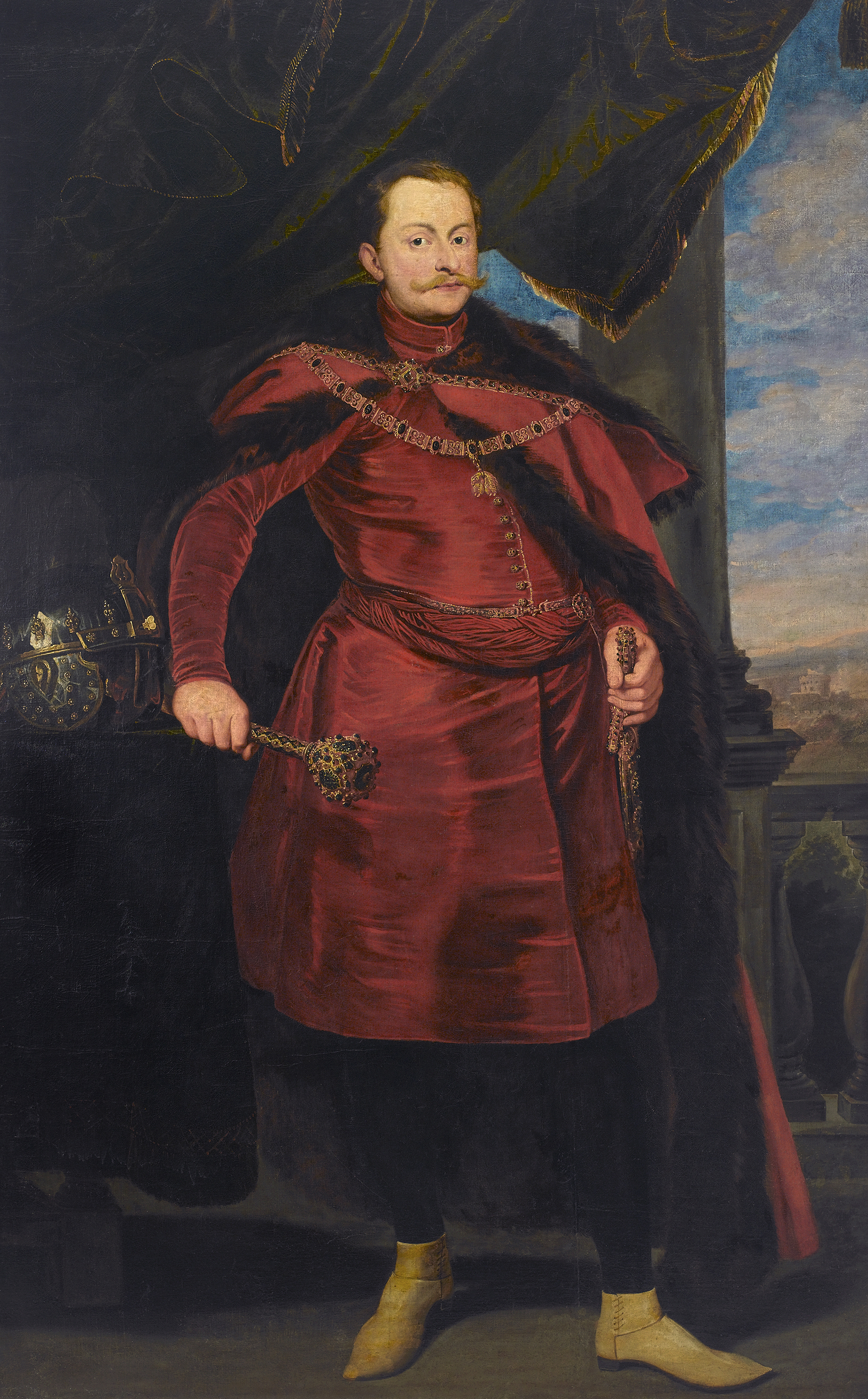
Портрет 1627 г.

До избрания королём Речи Посполитой он участвовал во многих войнах, включая походы против России в 1617—1618 гг. (конец русско-польских войн 1605—1618 гг.), против Османской империи в 1621 году (Хотинская битва) и против Швеции в 1626—1629 гг. За эти годы, а также во время своего путешествия по Европе (1624—1625 гг.) вместе с Альбрехтом Станиславом Радзивиллом и другими, он познакомился с искусством войны. Став королём, Владислав всегда относился ко всем военным делам с большим вниманием. Не будучи гением военного дела и уступая в этом отношении известнейшим гетманам Речи Посполитой того времени (например, Станиславу Конецпольскому), Владислав был известен как весьма умелый военачальник.

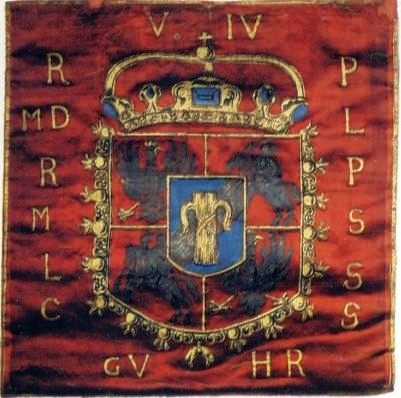
Боевая хоругвь Владислава

### Король Польши

#### Политика
Вначале Владислав не желал иметь тесные взаимоотношения с Габсбургами. В 1633 году он обещал равные права подданным протестантского и православного вероисповедания и вынудил Великого канцлера литовского Альбрехта Станислава Радзивилла (католика) одобрить этот закон, пригрозив ему в противном случае отдать ключевые посты в Речи Посполитой протестантам. В 1633 году он назначил кальвиниста Христофора Радзивилла на высокий пост воеводы виленского, а в 1635 году сделал его великим гетманом литовским. Но после того, как дворяне-протестанты блокировали попытку Владислава вести войну против протестантской Швеции, в 1635 году, после подписания Штумсдорфского перемирия, король возобновил заключённый его отцом альянс с Габсбургами.
Владислав IV считался вассалом имперских Габсбургов как кавалер Ордена Золотого руна.

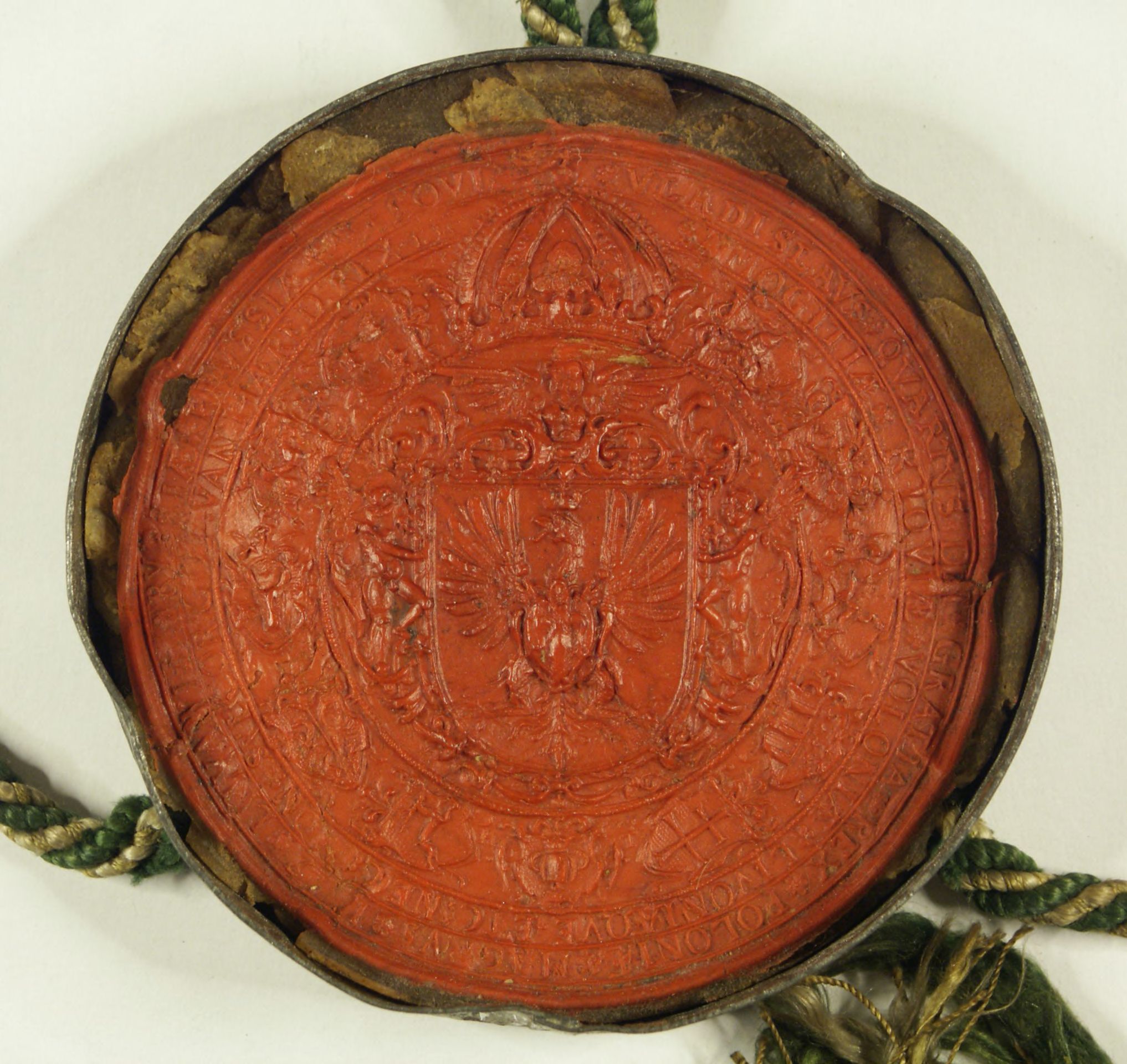
Королевская печать Владислава

#### Браки
Владислав был женат дважды. В самом начале 1634 года или даже в конце 1633 года Владислав попросил папу Урбана VIII о разрешении (вернее сказать, об обещании выдать такое разрешение, поскольку имя не было названо) на брак с протестантской принцессой. Папа отказался, и для Владислава такой скорый отказ стал ударом. В начале 1634 года Владислав отправил Александра Пржипковского (в русских текстах встречается транслитерация «Пржинковский») с секретной миссией к королю Англии Карлу I. Посланник должен был обсудить матримониальные планы короля и английскую помощь в реконструкции польского флота. Планы королевской женитьбы обсуждались Сенатом на заседании 19 марта 1635 года, но на нём присутствовали только четыре епископа и только один из них поддержал план. Существуют также другие документы, касающиеся предполагаемой свадьбы Владислава и принцессы Елизаветы Богемской (дочери Фридриха V, курфюрста Пфальца, известного также как «Зимний король»).

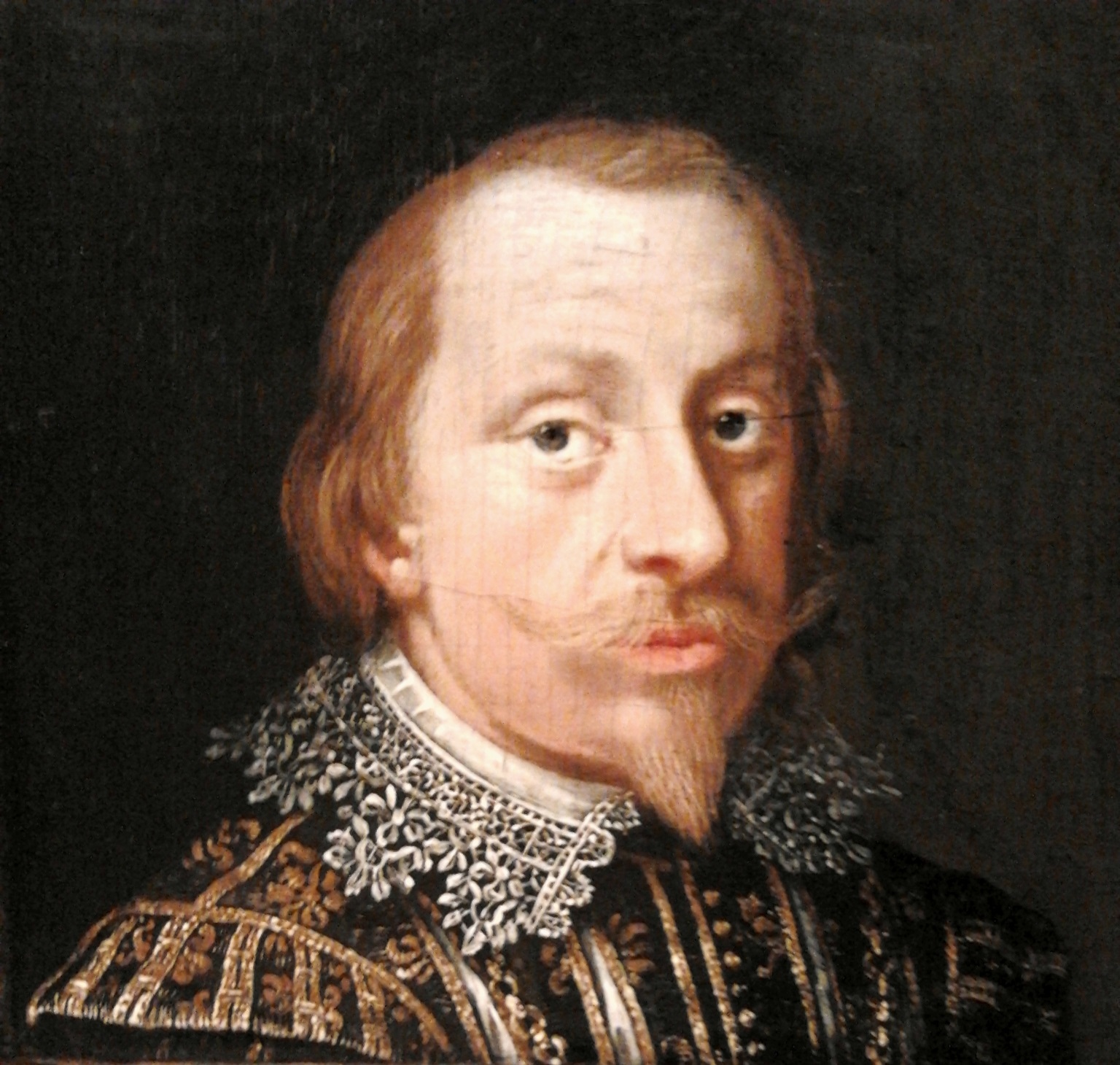
Портрет королевича кисти анонимного художника мастерской Рубенса не позднее 1626 года

Король счёл, что его «обманули» во время мирных переговоров со шведами в 1635 году — обманули польские магнаты и шляхта, многие из которых были протестантами, шведы, которые тоже были протестантами, и протестантские представители других монархов. Все они по разным причинам не желали новой войны между Речью Посполитой и Швецией, войны, на которой настаивал лично Владислав. Тогда король передумал жениться на протестантке и решил искать поддержку в стане католиков, особенно у Габсбургов.
В 1636 году недолго рассматривалась возможность брака короля с Анной Вишневецкой, дочерью Михаила Вишневецкого и сестрой Иеремии Вишневецкого, представителями могущественной семьи польских магнатов Вишневецких. Хотя Владислав поддержал этот союз, Сейм выступил против. В итоге Анна вышла замуж за Збигнева Фирлея между 1636 и 1638 годами.
Весной 1636 года в Варшаву прибыло предложение императора Священной Римской империи Фердинанда II о браке между Владиславом и эрцгерцогиней Цецилией Австрийской (сестрой будущего императора Священной Римской империи Фердинанда III). Доверенные лица короля, отец Валериан, монах-францисканец, и воевода серадзский Каспер Дёнхофф прибыли 26 октября 1636 года в Регенсбург с согласием и провели переговоры. Было согласовано, что приданое эрцгерцогини составит 100 тыс. злотых, император пообещал выплатить прежнее приданое и за обеих жён отца Владислава — Сигизмунда III: за Анну и Констанцию. Кроме того, сын Владислава и Цецилии Ренаты должен был получить силезские княжества — Оппельн и Ратибор. Но ещё до того, как все договорённости были утверждены, Фердинанд II умер, а Фердинанд III отказался уступить силезские княжества сыну Владислава. Вместо этого в обеспечение приданого был записан город Тржебонь в Богемии. Свадьба состоялась в 1637 году.

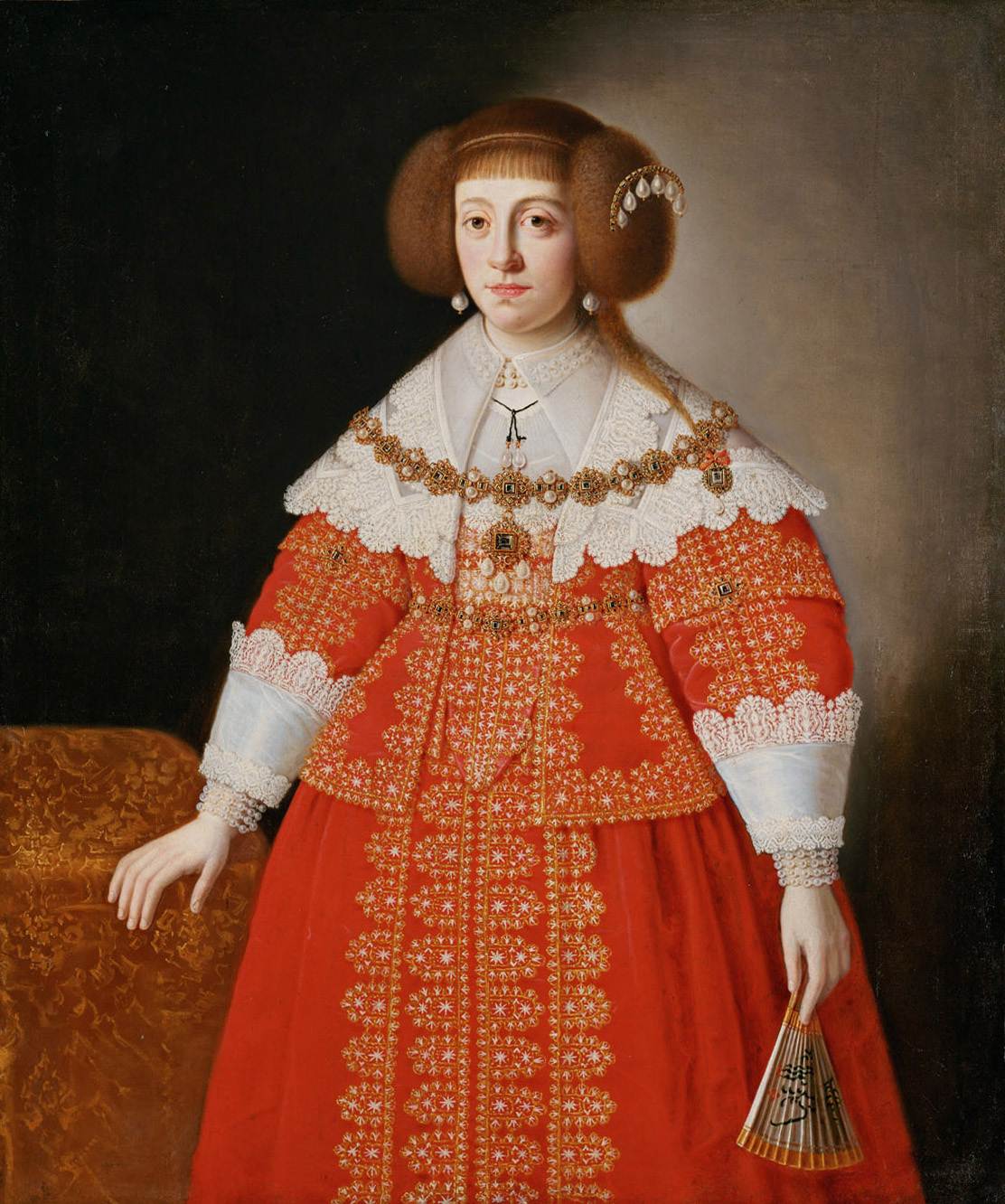
Цецилия Рината Австрийская

В этом браке родилось двое детей: Сигизмунд Казимир, родился 1 апреля 1640 года и умер от дизентерии 9 августа 1647 года, и дочь Мария Анна Изабелла, родилась 8 января 1642 года и умерла во младенчестве 7 февраля того же года, не прожив и месяца. Польская королева Цецилия Рената скончалась при родах своего третьего ребёнка в виленском дворце великих князей, дочь появилась на свет мертворождённой и была похоронена вместе с матерью в Вавельском кафедральном соборе в Кракове.
В 1646 году Владислав женился на французской принцессе Марии Луизе де Гонзага де Невер, которую в Польше называли Людвикой Марией Гонзагой, дочери Карла I Гонзаги, герцога де Невер.
Ещё 5 ноября 1645 года состоялась свадьба по доверенности — брата заменил младший Ваза, Ян Казимир. Королева взяла имя Людвика, потому что в Речи Посполитой имя Мария было зарезервировано только для Богородицы. Фактическая свадьба с Владиславом состоялась 10 марта 1646 года.

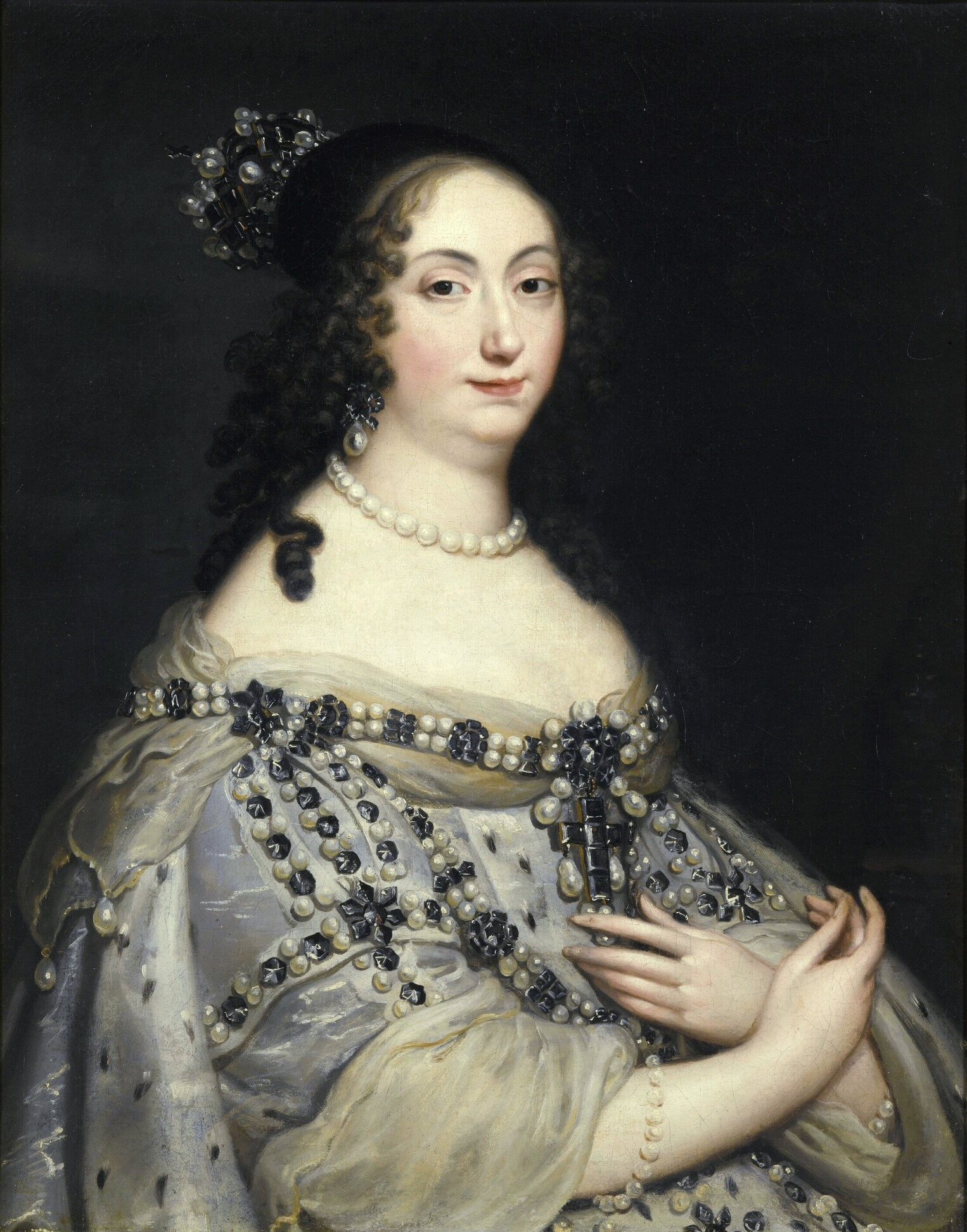
Мария Луиза де Гонзага де Невер

Шляхта не любила Марию Луизу, она была возмущена вмешательством королевы в политику. Сам Владислав IV тоже не испытывал к ней сильных чувств. Его больше интересовала его возлюбленная Ядвига Лушковская, родившая ему в 1635 году сына Константина.
Король не оставил официальных наследников. Трон Речи Посполитой унаследовал его единокровный брат и кузен Ян II Казимир который и сам теперь официально женился на вдове короля.

## События в царствование

### Успехи

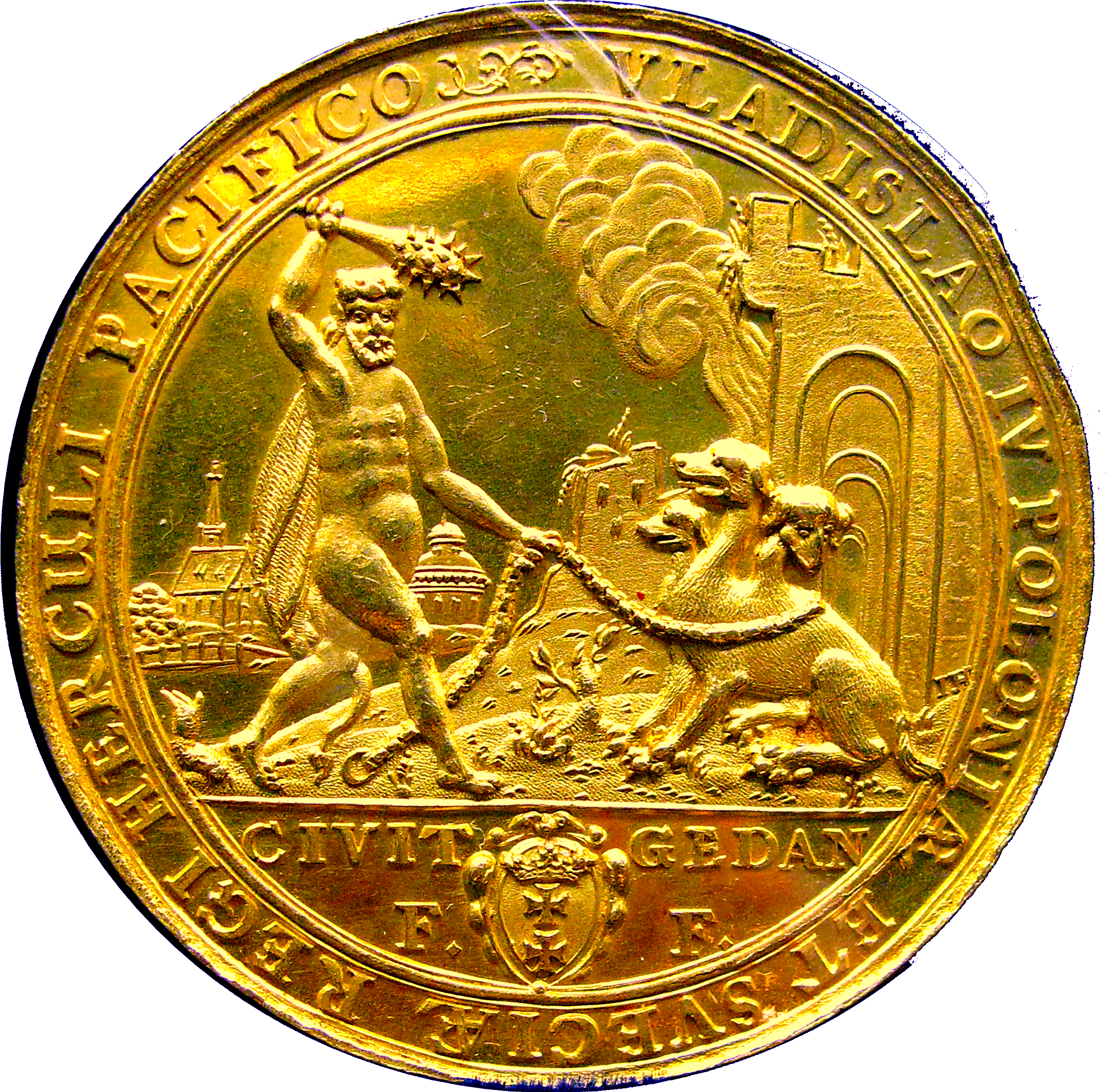
Медаль, отчеканенная в честь побед короля Владислава IV Вазы над Россией, Турцией и Швецией, 1637 год.

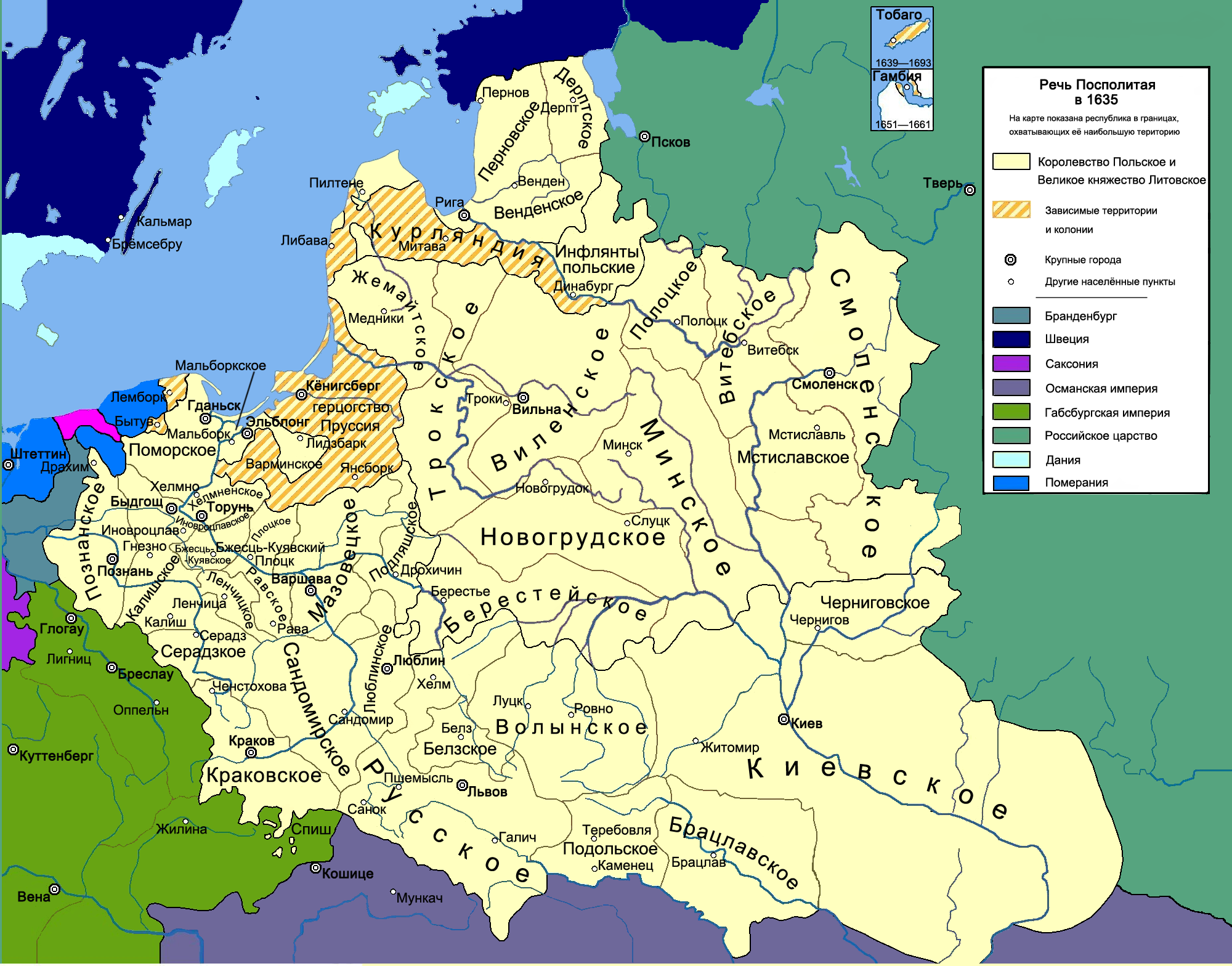
Речь Посполитая в 1635 году

Владислав был избран на польский трон через несколько месяцев после смерти отца, 8 ноября 1632 года и коронован 5 февраля 1633 года. Ожидая временную неразбериху после смерти Сигизмунда III и рассчитывая воспользоваться ситуацией, русский царь Михаил Фёдорович решил начать войну против Речи Посполитой. Русское войско (примерно 34 500 человек) пересекло восточную границу Речи Посполитой в октябре 1632 года и взяло в осаду Смоленск, который Россия уступила полякам по Деулинскому перемирию 1618 года, под конец русско-польских войн Смутного времени. В войне против России в 1632—1634 годах (Смоленская война) Владислав смог не только снять осаду Смоленска в сентябре 1633 года, но и, в свою очередь, окружить русскую армию и вынудить её сдаться 1 марта 1634 года.

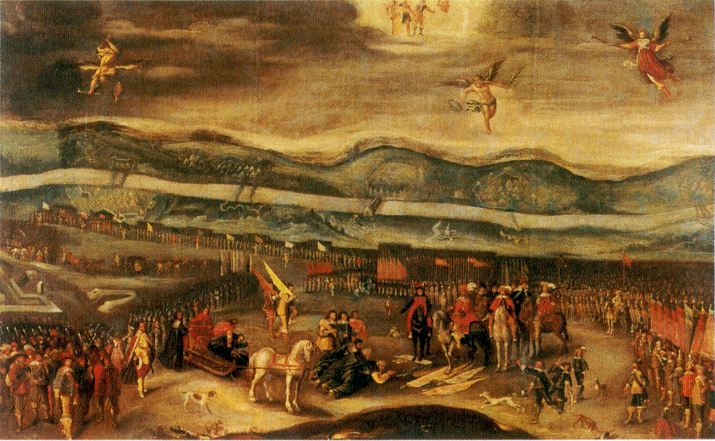
Капитуляция осадной армии Шеина перед королём Владиславом IV под Смоленском (Триумфальная картина ок. 1634, неизвестный польский художник)

Последовавший благоприятный для Польши Поляновский мир, в основном, подтвердил границы, существовавшие до войны. Россия также согласилась выплатить 20 000 рублей в обмен на отказ от всех претензий Владислава на московский трон и возврат царских регалий, которые он получил от русских послов в 1610 году. Во время этой войны Владислав начал программу модернизации армии Речи Посполитой, делая упор на совершенствование пехоты и артиллерии.
Вслед за началом русско-польской войны Речи Посполитой угрожало нападение турок. Во время войны с Оттоманской империей 1633—1634 годов Владислав двинул армию к югу от границ с Россией и вынудил турок договориться о мире на приемлемых для него условиях. Обе стороны вновь договорились об удержании казаков и татар от рейдов за границу друг друга и о совместном сюзеренитете (кондоминиуме) над княжествами Молдавия и Валахия.
После завершения южной кампании Владиславу необходимо было защититься от угрозы с севера. Швеция, вовлечённая в Тридцатилетнюю войну, согласилась в 1635 году подписать условия Штумсдорфского перемирия на выгодных для Речи Посполитой условиях, уступив последней ряд ранее завоёванных территорий обратно.
Король, будучи сам католиком, проявлял достаточную веротерпимость и не поддерживал более агрессивную политику Контрреформации. Хотя Владислав и пытался играть на борьбе религиозных течений, поддерживая то одну, то другую сторону в целях усиления собственной власти, но тем не менее, в целом он был одним из самых терпимых монархов своего времени.

### Покровительство искусствам
Владислав был знатоком живописи и музыки. Многим музыкантам он давал деньги на содержание и создал первый амфитеатр в своём дворце в Варшаве, где за его царствование были поставлены десятки опер и балетов. Ему в заслугу приписывают само появление оперного искусства в Польше. Король также собирал живопись и покупал предметы декоративной архитектуры. Среди самых известных из спонсированных им проектов были возведение Колонны Сигизмунда — памятника его отцу — и строительство двух дворцов в Варшаве, дворца Казановских и Виллы Регия (ныне Казимировский дворец). Колонна Сигизмунда стала одним из символов Варшавы. Владислав собрал значительную коллекцию итальянской и фламандской живописи эпохи барокко, большая часть которой была утеряна во времена войн после его смерти.
Самыми значительными художниками, которых материально поддерживал Владислав, были Томмазо Долабелла, Питер Данкертс де Рей (Peter Danckerts de Rij), и Вильгельм Гондиус.

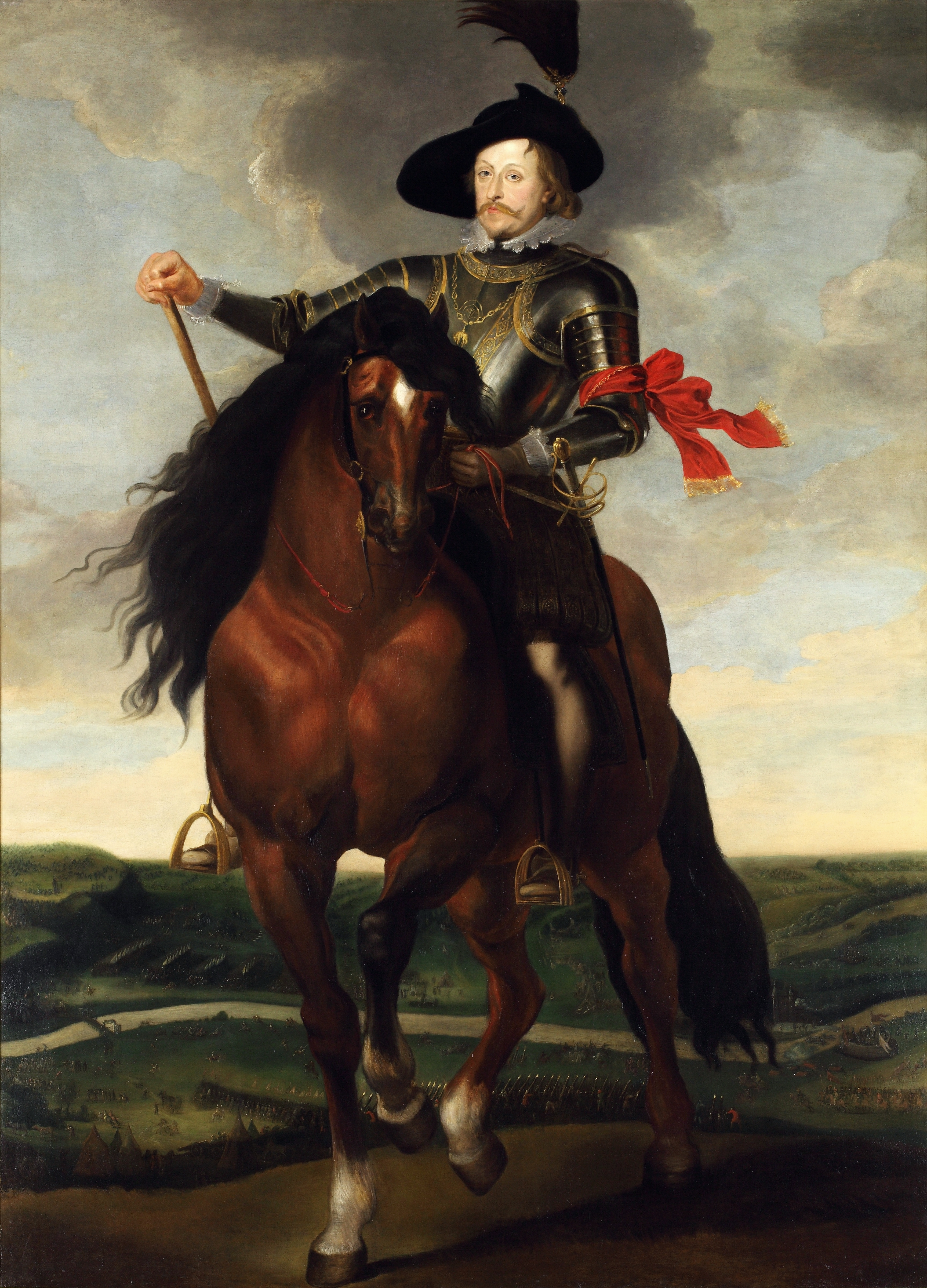
Владислав IV на коне, мастерская Рубенса (Peter Claesz. de Soutman?)
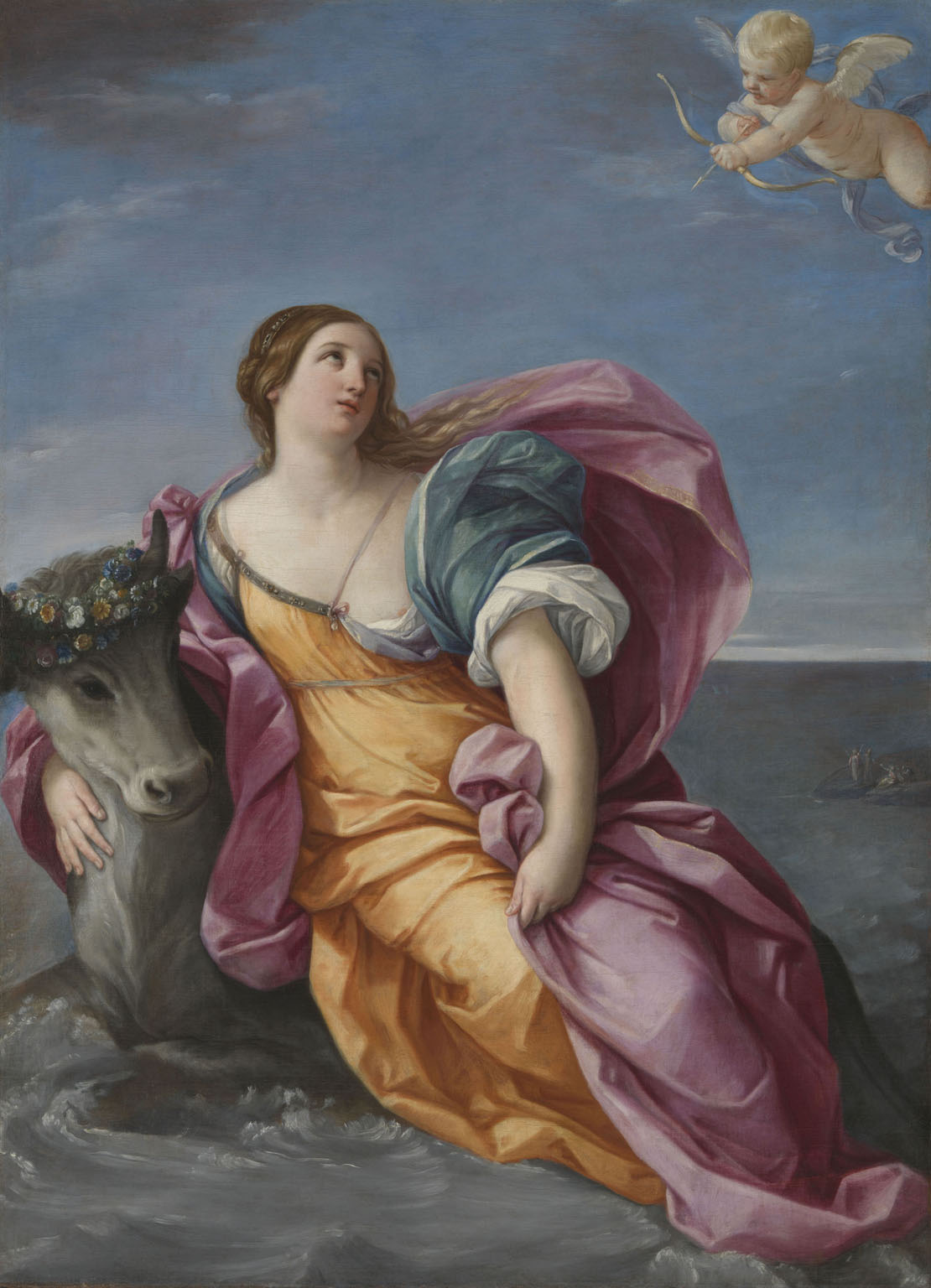
Похищение Европы, Гвидо Рени, 1630-е гг. Картина сделана по заказу короля Владислава IV[18].
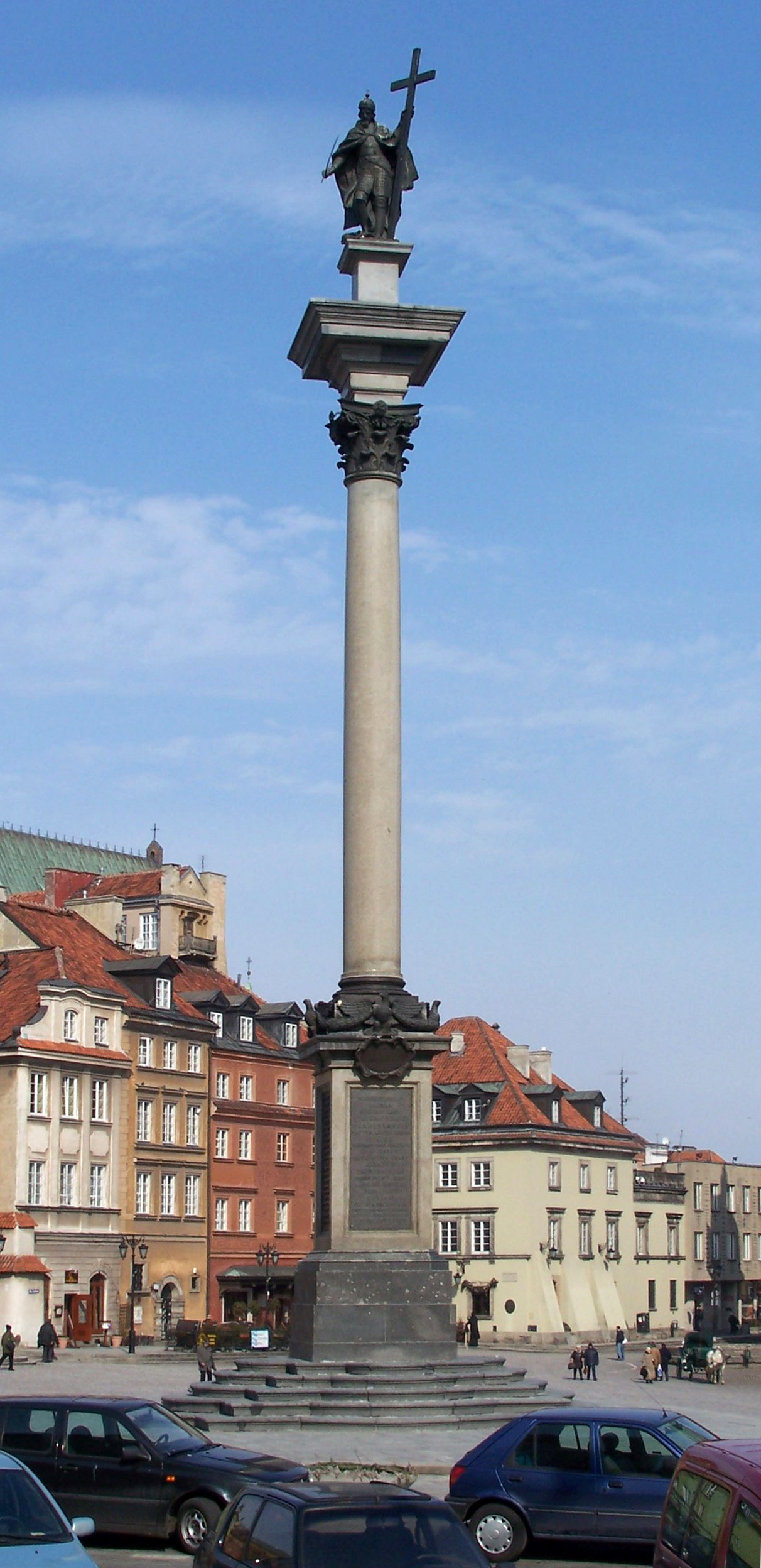
Колонна Сигизмунда, возведена в 1644 году по приказу короля Владислава IV.
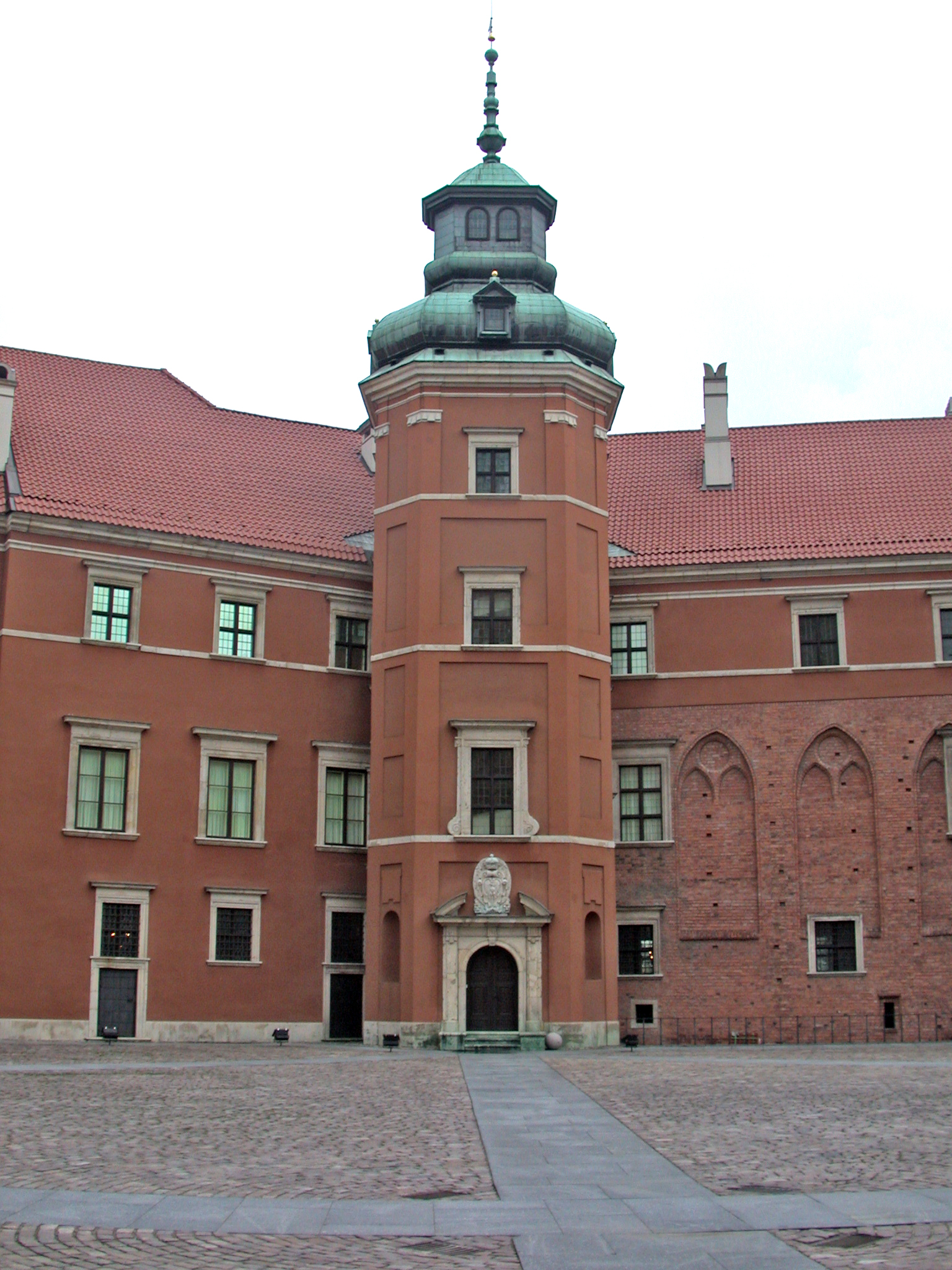
Башня Владислава, Королевский дворец в Варшаве, 1637 год.

### Неудачи
Владислав унаследовал от отца титул «Король Швеции», тем не менее, Швеция никогда не была под его властью и он сам никогда не ступал на её территорию. Он не оставлял попыток отвоевать себе шведский трон, но, как и его отец, в этом успеха не имел.
Внутри страны он пытался усилить королевскую власть, но этому сопротивлялась шляхта, которая ценила свои свободы и права участия в управлении государством. Владислав сталкивался с постоянными трудностями, вызванными стремлением польского Сейма контролировать королевскую власть и умерять его династические амбиции. Шляхта смотрела на милитаристские устремления Владислава как на средство усилить позиции короля во время войны. Поэтому Сейм противился большинству его военных планов (например, предложениям войны со Швецией в 1635 г. и с Турцией в 1646 г.) и обычно топил их, отказываясь финансировать походы и подписывать декларации об объявлении войны.
Подобным же образом мало к чему привели амбиции Владислава во внешней политике. Его попытки урегулировать конфликт между немецкой и скандинавской сторонами в рамках Тридцатилетней войны закончились ничем, а его поддержка Габсбургов практически не принесла плодов.
Чтобы защитить свои позиции на Балтике, король стремился построить флот Речи Посполитой, но его план к успеху не привёл.
Несмотря на поддержку веротерпимости в стране, он не сумел разрешить конфликт, возникший вследствие Брестской унии.
В 1638 году Владислав предложил, чтобы невыплаченное приданое его матери и его мачехи — второй жены Сигизмунда III — было бы обеспечено одним из силезских княжеств (предпочтительно опольско-рацибужским). В 1642 г. он предложил Габсбургам свои права на шведский трон в обмен на передачу ему Силезии в залог. Людовико Фантони, отправленный в Вену летом 1644 года, предложил обменять доходы Владислава от богемских владений в Требене на княжества опольско-рацибужское или тешинское (по городу Тешин или Цешин). В начале 1645 г., устав от постоянных проволочек суда в Вене, Владислав сказал прибывшему в Варшаву посланнику императора, Максимилиану Дитрихштайну, что Польша объединится со Швецией. Это было неприкрытой угрозой (с помощью шведов король смог бы захватить Силезию и против воли императора), тем более, что 6 марта 1645 года шведский генерал Леннарт Торстенссон разбил войска императора, баварскую и саксонскую армии в битве под Янковом и начал марш на Вену. Теперь император был готов обсуждать вопрос и в апреле 1645 года отправил Иоганна Путца фон Адлертума в Варшаву, предоставив ему широкие полномочия по передаче прав на опольско-рацибужское княжество сыну Владислава и Цецилии Ренаты Сигизмунду Казимиру в качестве наследного удела. В конечном итоге переговоры закончились успехом Габсбургов и неудачей поляков. Княжество передавалось не как наследный удел, а в пользование на 50 лет. Его владелец обязан был поклясться в верности королю Богемии (который не имел права становиться королём Польши), но взамен Владислав мог руководить княжеством до совершеннолетия сына. Вдобавок Владислав обещал дать взаймы императору 1 100 000 злотых (минус ещё не оплаченные три приданых).
Многие историки утверждают, что Владислав был очень амбициозен и мечтал достичь большой славы при помощи новых завоеваний. В последние свои годы он планировал использовать казаков, чтобы спровоцировать нападение Турции на Польшу, чтобы без его руководства в военных делах было не обойтись. В разное время он имел виды на возвращение ему шведской короны, захват русского трона и даже на завоевание всей Оттоманской империи. Он часто мог убедить неспокойных казаков выступить на его стороне, но при недостаточной поддержке со стороны шляхты и иностранных союзников (таких как Габсбурги), эти попытки проваливались, часто выливаясь в ненужные приграничные войны и распыляя мощь Речи Посполитой, что в конечном итоге стало фатальным для государства, когда оно стало подвергаться нашествиям своих соседей.
Некоторые польские историки утверждают, что Владислав имел вспыльчивый характер и, разозлившись, мог мстить, не задумываясь о всех последствиях. Например, когда протестантская часть шляхты заблокировала его планы войны со Швецией в 1635 году, король стал вести прогабсбургскую политику, посылать им военную помощь и женился на эрцгерцогине Цецилии Ренате. Имел много планов (династических, личных, военных, территориальных: захватить Силезию, Ливонию, присоединить герцогство Прусское, создать собственное наследное княжество и т. д.). Часть из этих планов имела реальные шансы на успех, но ввиду неудач, либо по объективным обстоятельствам практически ничего не произошло так, как предполагалось.
Владислав умер в 1648 году. Его сердце и внутренние органы захоронены в капелле Святого Казимира Кафедрального собора Святого Станислава в Вильнюсе.

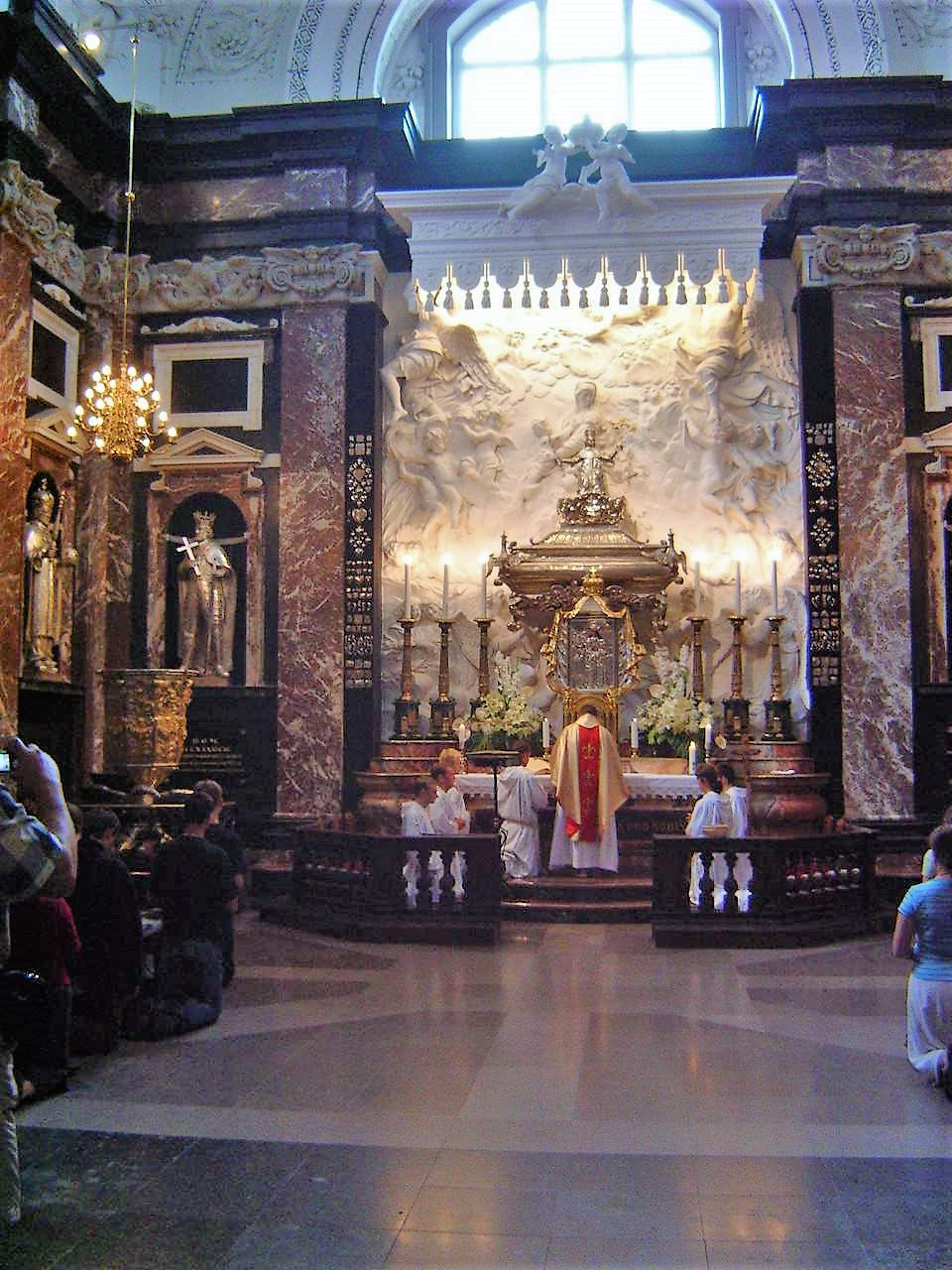
Мраморные украшения капеллы Св. Казимира в Вильнюсе

Само тело короля похоронено в Кракове. Король умер через год после смерти своего сына Сигизмунда Казимира, на заре Восстания Хмельницкого.

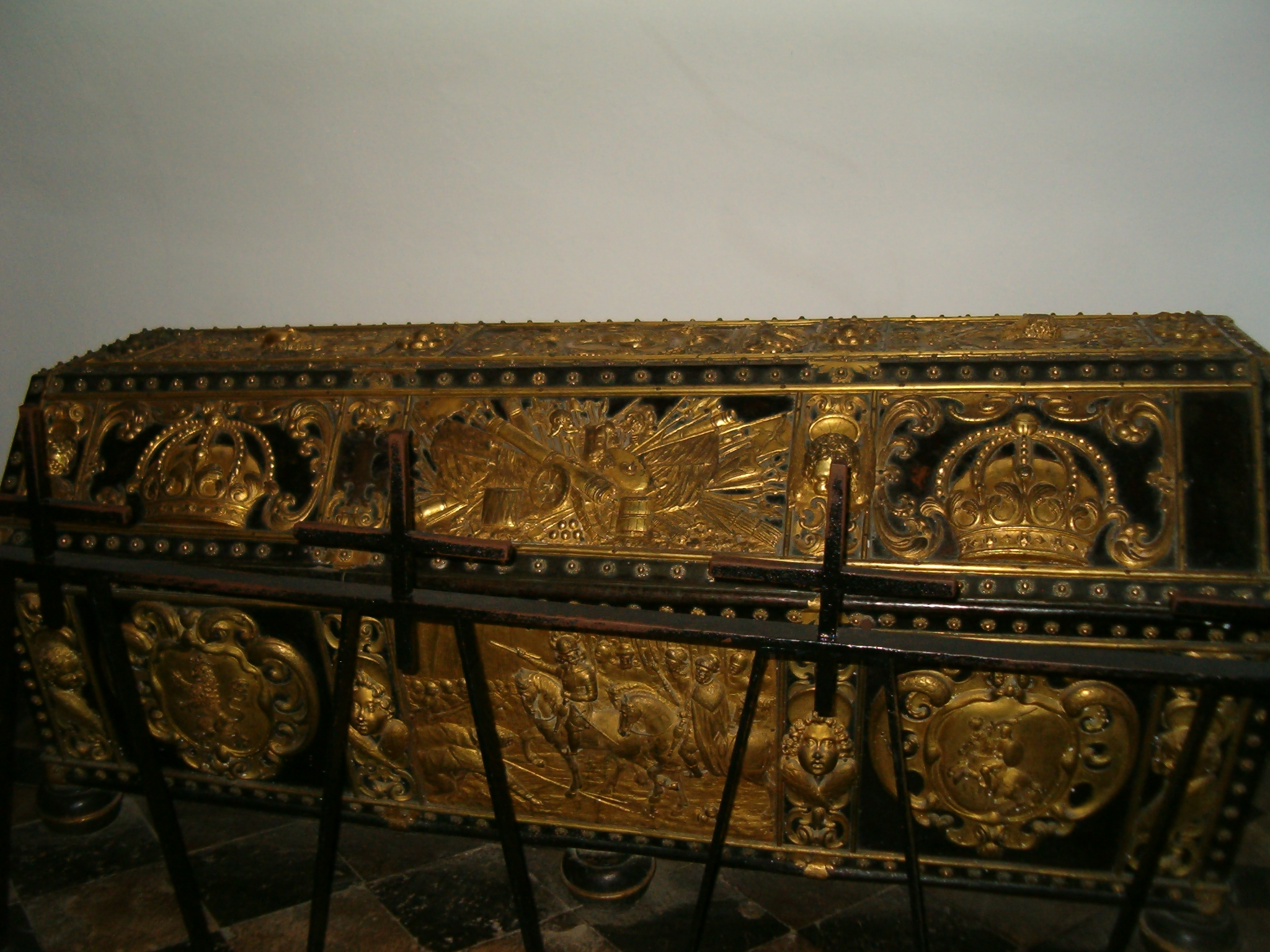
Саркофаг короля в базилике Святого Станислава и Святого Вацлава в Вавеле, Краков

Ему не удалось реализовать свои завоевательные планы, он не сумел реформировать Речь Посполитую. Владислав сумел уклониться от участия в кровавой Тридцатилетней войне, но с его смертью закончился Золотой век Речи Посполитой. Казаки, негодуя из-за неисполнявшихся обещаний Владислава, начали крупнейшее восстание против польского владычества (поддержанное сначала Крымским ханством, а позднее и Русским царством), которым, в свою очередь, воспользовались шведы, начав вторжение в Польшу.
В польской истории навсегда остался неосторожный ответ Короля Владислава IV Богдану Хмельницкому, когда тот пожаловался королю на несправедливости, причиненные ему и казакам: «Что, у тебя нет сабли на боку?» (достоверность которого под вопросом).

## Предки
|  |  |  |  | Густав I Ваза Король Швеции (1496-1560) | Густав I Ваза Король Швеции (1496-1560) | Густав I Ваза Король Швеции (1496-1560) | Густав I Ваза Король Швеции (1496-1560) | Густав I Ваза Король Швеции (1496-1560) | Густав I Ваза Король Швеции (1496-1560) |                                    |                                    | Маргарита Эриксдоттер (1516-1551)  | Маргарита Эриксдоттер (1516-1551)  | Маргарита Эриксдоттер (1516-1551)  | Маргарита Эриксдоттер (1516-1551)  | Маргарита Эриксдоттер (1516-1551) | Маргарита Эриксдоттер (1516-1551) |                           |                           |                           |                           | Сигизмунд I Старый Король Польши (1467-1548) | Сигизмунд I Старый Король Польши (1467-1548) | Сигизмунд I Старый Король Польши (1467-1548) | Сигизмунд I Старый Король Польши (1467-1548) | Сигизмунд I Старый Король Польши (1467-1548) | Сигизмунд I Старый Король Польши (1467-1548) |                   |                   | Бона Сфорца (1528-1590)      | Бона Сфорца (1528-1590)      | Бона Сфорца (1528-1590)      | Бона Сфорца (1528-1590)      | Бона Сфорца (1528-1590)         | Бона Сфорца (1528-1590)         |                                 |                                 |                                 |                                 | Фердинанд I Император Священной Римской империи (1503-1564) | Фердинанд I Император Священной Римской империи (1503-1564) | Фердинанд I Император Священной Римской империи (1503-1564)  | Фердинанд I Император Священной Римской империи (1503-1564)  | Фердинанд I Император Священной Римской империи (1503-1564)  | Фердинанд I Император Священной Римской империи (1503-1564)  |                                                              |                                                              | Анна Ягеллонка (1503-1547) | Анна Ягеллонка (1503-1547) | Анна Ягеллонка (1503-1547) | Анна Ягеллонка (1503-1547) | Анна Ягеллонка (1503-1547) | Анна Ягеллонка (1503-1547) |                             |                             |                             |                             | Анна Австрийская (1528-1590) | Анна Австрийская (1528-1590) | Анна Австрийская (1528-1590) | Анна Австрийская (1528-1590) | Анна Австрийская (1528-1590) | Анна Австрийская (1528-1590) |                                        |                                        | Альбрехт V Герцог Баварии (1528-1579)  | Альбрехт V Герцог Баварии (1528-1579)  | Альбрехт V Герцог Баварии (1528-1579)  | Альбрехт V Герцог Баварии (1528-1579)  | Альбрехт V Герцог Баварии (1528-1579) | Альбрехт V Герцог Баварии (1528-1579) |  |  |  |  |
|  |  |  |  | Густав I Ваза Король Швеции (1496-1560) | Густав I Ваза Король Швеции (1496-1560) | Густав I Ваза Король Швеции (1496-1560) | Густав I Ваза Король Швеции (1496-1560) | Густав I Ваза Король Швеции (1496-1560) | Густав I Ваза Король Швеции (1496-1560) |                                    |                                    | Маргарита Эриксдоттер (1516-1551)  | Маргарита Эриксдоттер (1516-1551)  | Маргарита Эриксдоттер (1516-1551)  | Маргарита Эриксдоттер (1516-1551)  | Маргарита Эриксдоттер (1516-1551) | Маргарита Эриксдоттер (1516-1551) |                           |                           |                           |                           | Сигизмунд I Старый Король Польши (1467-1548) | Сигизмунд I Старый Король Польши (1467-1548) | Сигизмунд I Старый Король Польши (1467-1548) | Сигизмунд I Старый Король Польши (1467-1548) | Сигизмунд I Старый Король Польши (1467-1548) | Сигизмунд I Старый Король Польши (1467-1548) |                   |                   | Бона Сфорца (1528-1590)      | Бона Сфорца (1528-1590)      | Бона Сфорца (1528-1590)      | Бона Сфорца (1528-1590)      | Бона Сфорца (1528-1590)         | Бона Сфорца (1528-1590)         |                                 |                                 |                                 |                                 | Фердинанд I Император Священной Римской империи (1503-1564) | Фердинанд I Император Священной Римской империи (1503-1564) | Фердинанд I Император Священной Римской империи (1503-1564)  | Фердинанд I Император Священной Римской империи (1503-1564)  | Фердинанд I Император Священной Римской империи (1503-1564)  | Фердинанд I Император Священной Римской империи (1503-1564)  |                                                              |                                                              | Анна Ягеллонка (1503-1547) | Анна Ягеллонка (1503-1547) | Анна Ягеллонка (1503-1547) | Анна Ягеллонка (1503-1547) | Анна Ягеллонка (1503-1547) | Анна Ягеллонка (1503-1547) |                             |                             |                             |                             | Анна Австрийская (1528-1590) | Анна Австрийская (1528-1590) | Анна Австрийская (1528-1590) | Анна Австрийская (1528-1590) | Анна Австрийская (1528-1590) | Анна Австрийская (1528-1590) |                                        |                                        | Альбрехт V Герцог Баварии (1528-1579)  | Альбрехт V Герцог Баварии (1528-1579)  | Альбрехт V Герцог Баварии (1528-1579)  | Альбрехт V Герцог Баварии (1528-1579)  | Альбрехт V Герцог Баварии (1528-1579) | Альбрехт V Герцог Баварии (1528-1579) |  |  |  |  |
|  |  |  |  |                                         |                                         |                                         |                                         |                                         |                                         |                                    |                                    |                                    |                                    |                                    |                                    |                                   |                                   |                           |                           |                           |                           |                                              |                                              |                                              |                                              |                                              |                                              |                   |                   |                              |                              |                              |                              |                                 |                                 |                                 |                                 |                                 |                                 |                                                             |                                                             |                                                              |                                                              |                                                              |                                                              |                                                              |                                                              |                            |                            |                            |                            |                            |                            |                             |                             |                             |                             |                              |                              |                              |                              |                              |                              |                                        |                                        |                                        |                                        |                                        |                                        |                                       |                                       |  |  |  |  |
|  |  |  |  |                                         |                                         |                                         |                                         |                                         |                                         |                                    |                                    |                                    |                                    |                                    |                                    |                                   |                                   |                           |                           |                           |                           |                                              |                                              |                                              |                                              |                                              |                                              |                   |                   |                              |                              |                              |                              |                                 |                                 |                                 |                                 |                                 |                                 |                                                             |                                                             |                                                              |                                                              |                                                              |                                                              |                                                              |                                                              |                            |                            |                            |                            |                            |                            |                             |                             |                             |                             |                              |                              |                              |                              |                              |                              |                                        |                                        |                                        |                                        |                                        |                                        |                                       |                                       |  |  |  |  |
|  |  |  |  |                                         |                                         |                                         |                                         |                                         |                                         | Юхан III Король Швеции (1537-1592) | Юхан III Король Швеции (1537-1592) | Юхан III Король Швеции (1537-1592) | Юхан III Король Швеции (1537-1592) | Юхан III Король Швеции (1537-1592) | Юхан III Король Швеции (1537-1592) |                                   |                                   |                           |                           |                           |                           | Катерина Ягеллонка (1526-1583)               | Катерина Ягеллонка (1526-1583)               | Катерина Ягеллонка (1526-1583)               | Катерина Ягеллонка (1526-1583)               | Катерина Ягеллонка (1526-1583)               | Катерина Ягеллонка (1526-1583)               |                   |                   |                              |                              |                              |                              |                                 |                                 |                                 |                                 |                                 |                                 |                                                             |                                                             | Карл II Эрцгерцог Австрии (1540-1590)                        | Карл II Эрцгерцог Австрии (1540-1590)                        | Карл II Эрцгерцог Австрии (1540-1590)                        | Карл II Эрцгерцог Австрии (1540-1590)                        | Карл II Эрцгерцог Австрии (1540-1590)                        | Карл II Эрцгерцог Австрии (1540-1590)                        |                            |                            |                            |                            |                            |                            | Мария Баварская (1551-1608) | Мария Баварская (1551-1608) | Мария Баварская (1551-1608) | Мария Баварская (1551-1608) | Мария Баварская (1551-1608)  | Мария Баварская (1551-1608)  |                              |                              |                              |                              | Вильгельм V Герцог Баварии (1548-1626) | Вильгельм V Герцог Баварии (1548-1626) | Вильгельм V Герцог Баварии (1548-1626) | Вильгельм V Герцог Баварии (1548-1626) | Вильгельм V Герцог Баварии (1548-1626) | Вильгельм V Герцог Баварии (1548-1626) |                                       |                                       |  |  |  |  |
|  |  |  |  |                                         |                                         |                                         |                                         |                                         |                                         | Юхан III Король Швеции (1537-1592) | Юхан III Король Швеции (1537-1592) | Юхан III Король Швеции (1537-1592) | Юхан III Король Швеции (1537-1592) | Юхан III Король Швеции (1537-1592) | Юхан III Король Швеции (1537-1592) |                                   |                                   |                           |                           |                           |                           | Катерина Ягеллонка (1526-1583)               | Катерина Ягеллонка (1526-1583)               | Катерина Ягеллонка (1526-1583)               | Катерина Ягеллонка (1526-1583)               | Катерина Ягеллонка (1526-1583)               | Катерина Ягеллонка (1526-1583)               |                   |                   |                              |                              |                              |                              |                                 |                                 |                                 |                                 |                                 |                                 |                                                             |                                                             | Карл II Эрцгерцог Австрии (1540-1590)                        | Карл II Эрцгерцог Австрии (1540-1590)                        | Карл II Эрцгерцог Австрии (1540-1590)                        | Карл II Эрцгерцог Австрии (1540-1590)                        | Карл II Эрцгерцог Австрии (1540-1590)                        | Карл II Эрцгерцог Австрии (1540-1590)                        |                            |                            |                            |                            |                            |                            | Мария Баварская (1551-1608) | Мария Баварская (1551-1608) | Мария Баварская (1551-1608) | Мария Баварская (1551-1608) | Мария Баварская (1551-1608)  | Мария Баварская (1551-1608)  |                              |                              |                              |                              | Вильгельм V Герцог Баварии (1548-1626) | Вильгельм V Герцог Баварии (1548-1626) | Вильгельм V Герцог Баварии (1548-1626) | Вильгельм V Герцог Баварии (1548-1626) | Вильгельм V Герцог Баварии (1548-1626) | Вильгельм V Герцог Баварии (1548-1626) |                                       |                                       |  |  |  |  |
|  |  |  |  |                                         |                                         |                                         |                                         |                                         |                                         |                                    |                                    |                                    |                                    |                                    |                                    |                                   |                                   |                           |                           |                           |                           |                                              |                                              |                                              |                                              |                                              |                                              |                   |                   |                              |                              |                              |                              |                                 |                                 |                                 |                                 |                                 |                                 |                                                             |                                                             |                                                              |                                                              |                                                              |                                                              |                                                              |                                                              |                            |                            |                            |                            |                            |                            |                             |                             |                             |                             |                              |                              |                              |                              |                              |                              |                                        |                                        |                                        |                                        |                                        |                                        |                                       |                                       |  |  |  |  |
|  |  |  |  |                                         |                                         |                                         |                                         |                                         |                                         |                                    |                                    |                                    |                                    |                                    |                                    |                                   |                                   |                           |                           |                           |                           |                                              |                                              |                                              |                                              |                                              |                                              |                   |                   |                              |                              |                              |                              |                                 |                                 |                                 |                                 |                                 |                                 |                                                             |                                                             |                                                              |                                                              |                                                              |                                                              |                                                              |                                                              |                            |                            |                            |                            |                            |                            |                             |                             |                             |                             |                              |                              |                              |                              |                              |                              |                                        |                                        |                                        |                                        |                                        |                                        |                                       |                                       |  |  |  |  |
|  |  |  |  |                                         |                                         |                                         |                                         |                                         |                                         |                                    |                                    |                                    |                                    |                                    |                                    |                                   |                                   |                           |                           |                           |                           | Сигизмунд III Король Польши (1566-1632)      | Сигизмунд III Король Польши (1566-1632)      | Сигизмунд III Король Польши (1566-1632)      | Сигизмунд III Король Польши (1566-1632)      | Сигизмунд III Король Польши (1566-1632)      | Сигизмунд III Король Польши (1566-1632)      |                   |                   | Анна Австрийская (1573-1598) | Анна Австрийская (1573-1598) | Анна Австрийская (1573-1598) | Анна Австрийская (1573-1598) | Анна Австрийская (1573-1598)    | Анна Австрийская (1573-1598)    |                                 |                                 |                                 |                                 |                                                             |                                                             | Фердинанд II Император Священной Римской империи (1578-1637) | Фердинанд II Император Священной Римской империи (1578-1637) | Фердинанд II Император Священной Римской империи (1578-1637) | Фердинанд II Император Священной Римской империи (1578-1637) | Фердинанд II Император Священной Римской империи (1578-1637) | Фердинанд II Император Священной Римской империи (1578-1637) |                            |                            |                            |                            |                            |                            | Мария Баварская (1574-1616) | Мария Баварская (1574-1616) | Мария Баварская (1574-1616) | Мария Баварская (1574-1616) | Мария Баварская (1574-1616)  | Мария Баварская (1574-1616)  |                              |                              |                              |                              |                                        |                                        |                                        |                                        |                                        |                                        |                                       |                                       |  |  |  |  |
|  |  |  |  |                                         |                                         |                                         |                                         |                                         |                                         |                                    |                                    |                                    |                                    |                                    |                                    |                                   |                                   |                           |                           |                           |                           | Сигизмунд III Король Польши (1566-1632)      | Сигизмунд III Король Польши (1566-1632)      | Сигизмунд III Король Польши (1566-1632)      | Сигизмунд III Король Польши (1566-1632)      | Сигизмунд III Король Польши (1566-1632)      | Сигизмунд III Король Польши (1566-1632)      |                   |                   | Анна Австрийская (1573-1598) | Анна Австрийская (1573-1598) | Анна Австрийская (1573-1598) | Анна Австрийская (1573-1598) | Анна Австрийская (1573-1598)    | Анна Австрийская (1573-1598)    |                                 |                                 |                                 |                                 |                                                             |                                                             | Фердинанд II Император Священной Римской империи (1578-1637) | Фердинанд II Император Священной Римской империи (1578-1637) | Фердинанд II Император Священной Римской империи (1578-1637) | Фердинанд II Император Священной Римской империи (1578-1637) | Фердинанд II Император Священной Римской империи (1578-1637) | Фердинанд II Император Священной Римской империи (1578-1637) |                            |                            |                            |                            |                            |                            | Мария Баварская (1574-1616) | Мария Баварская (1574-1616) | Мария Баварская (1574-1616) | Мария Баварская (1574-1616) | Мария Баварская (1574-1616)  | Мария Баварская (1574-1616)  |                              |                              |                              |                              |                                        |                                        |                                        |                                        |                                        |                                        |                                       |                                       |  |  |  |  |
|  |  |  |  |                                         |                                         |                                         |                                         |                                         |                                         |                                    |                                    |                                    |                                    |                                    |                                    |                                   |                                   |                           |                           |                           |                           |                                              |                                              |                                              |                                              |                                              |                                              |                   |                   |                              |                              |                              |                              |                                 |                                 |                                 |                                 |                                 |                                 |                                                             |                                                             |                                                              |                                                              |                                                              |                                                              |                                                              |                                                              |                            |                            |                            |                            |                            |                            |                             |                             |                             |                             |                              |                              |                              |                              |                              |                              |                                        |                                        |                                        |                                        |                                        |                                        |                                       |                                       |  |  |  |  |
|  |  |  |  |                                         |                                         |                                         |                                         |                                         |                                         |                                    |                                    |                                    |                                    |                                    |                                    |                                   |                                   |                           |                           |                           |                           |                                              |                                              |                                              |                                              |                                              |                                              |                   |                   |                              |                              |                              |                              |                                 |                                 |                                 |                                 |                                 |                                 |                                                             |                                                             |                                                              |                                                              |                                                              |                                                              |                                                              |                                                              |                            |                            |                            |                            |                            |                            |                             |                             |                             |                             |                              |                              |                              |                              |                              |                              |                                        |                                        |                                        |                                        |                                        |                                        |                                       |                                       |  |  |  |  |
|  |  |  |  |                                         |                                         |                                         |                                         |                                         |                                         |                                    |                                    |                                    |                                    |                                    |                                    |                                   |                                   | Мария Гонзага (1611-1667) | Мария Гонзага (1611-1667) | Мария Гонзага (1611-1667) | Мария Гонзага (1611-1667) | Мария Гонзага (1611-1667)                    | Мария Гонзага (1611-1667)                    |                                              |                                              | Владислав IV Ваза                            | Владислав IV Ваза                            | Владислав IV Ваза | Владислав IV Ваза | Владислав IV Ваза            | Владислав IV Ваза            |                              |                              | Цецилия Австрийская (1611-1644) | Цецилия Австрийская (1611-1644) | Цецилия Австрийская (1611-1644) | Цецилия Австрийская (1611-1644) | Цецилия Австрийская (1611-1644) | Цецилия Австрийская (1611-1644) |                                                             |                                                             |                                                              |                                                              |                                                              |                                                              |                                                              |                                                              |                            |                            |                            |                            |                            |                            |                             |                             |                             |                             |                              |                              |                              |                              |                              |                              |                                        |                                        |                                        |                                        |                                        |                                        |                                       |                                       |  |  |  |  |
|  |  |  |  |                                         |                                         |                                         |                                         |                                         |                                         |                                    |                                    |                                    |                                    |                                    |                                    |                                   |                                   | Мария Гонзага (1611-1667) | Мария Гонзага (1611-1667) | Мария Гонзага (1611-1667) | Мария Гонзага (1611-1667) | Мария Гонзага (1611-1667)                    | Мария Гонзага (1611-1667)                    |                                              |                                              | Владислав IV Ваза                            | Владислав IV Ваза                            | Владислав IV Ваза | Владислав IV Ваза | Владислав IV Ваза            | Владислав IV Ваза            |                              |                              | Цецилия Австрийская (1611-1644) | Цецилия Австрийская (1611-1644) | Цецилия Австрийская (1611-1644) | Цецилия Австрийская (1611-1644) | Цецилия Австрийская (1611-1644) | Цецилия Австрийская (1611-1644) |                                                             |                                                             |                                                              |                                                              |                                                              |                                                              |                                                              |                                                              |                            |                            |                            |                            |                            |                            |                             |                             |                             |                             |                              |                              |                              |                              |                              |                              |                                        |                                        |                                        |                                        |                                        |                                        |                                       |                                       |  |  |  |  |

## Память
В его честь названа польская крепость и город Владыславово.
Через несколько лет после его смерти посольство царской России потребовало, чтобы все публикации о победах Владислава IV в Смоленской войне 1633-1634 годов были собраны и сожжены. В конце концов, после больших споров, это требование было принято. Польский историк Мацей Росаляк (Maciej Rosalak) писал: «В царствование Владислава IV такое позорное событие никогда бы не могло произойти».
В 1976 году советские композитор Борис Рычков и поэт Леонид Дербенёв написали шуточную песню «Всё могут короли», в основу которой легла история взаимоотношений короля Владислава IV (в песне он предстаёт как Луи II) с Ядвигой Лушковской, дочерью разорившегося купца. Песня получила всесоюзную известность в исполнении Аллы Пугачёвой. Она вошла в 1978 году в её дебютный альбом «Зеркало души» и в том же году за её исполнение певица получила «Гран-При» «Янтарный Соловей» на Международном конкурсе эстрадной песни «Интервидение» в Польше.

### Галерея

Портреты Короля и Великого Князя Владислава
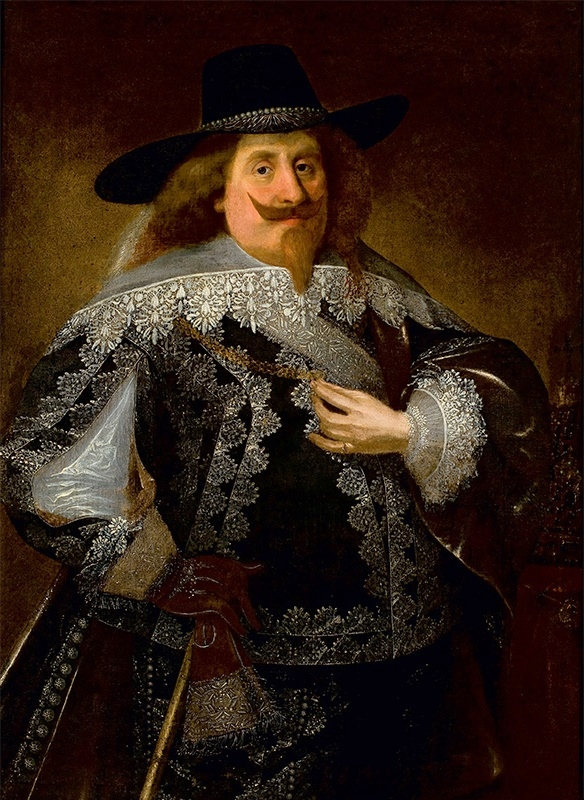
Питер Соутман, 1634 г., Национальный музей в Варшаве
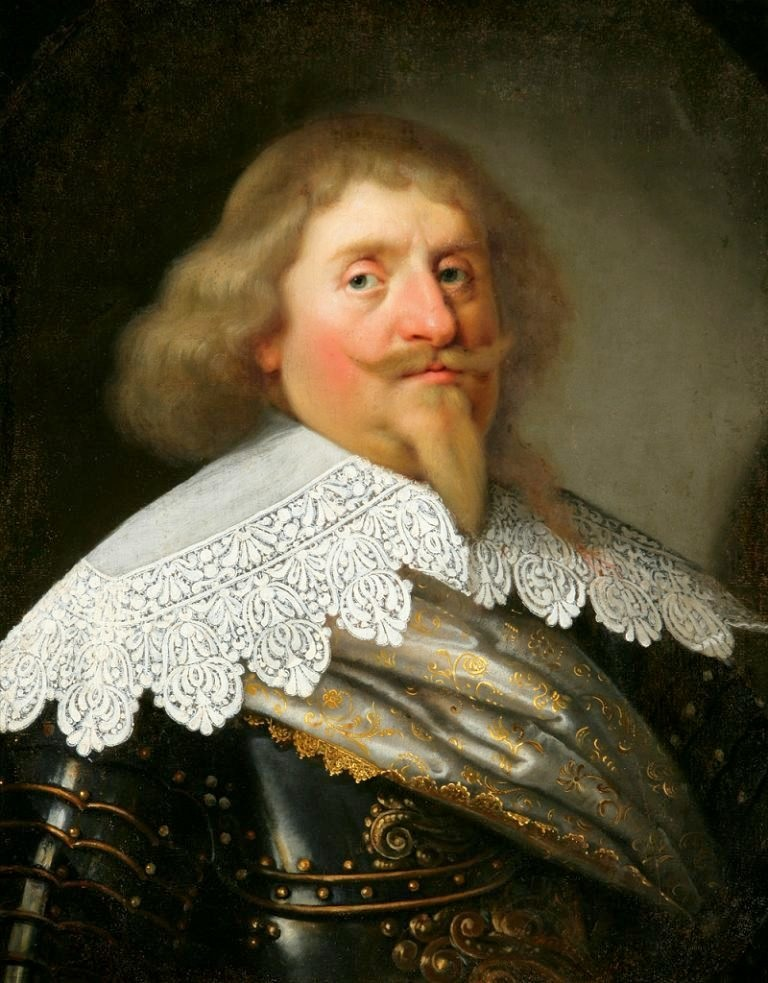
Питер Соутман, 1644 г., Национальный музей в Познани
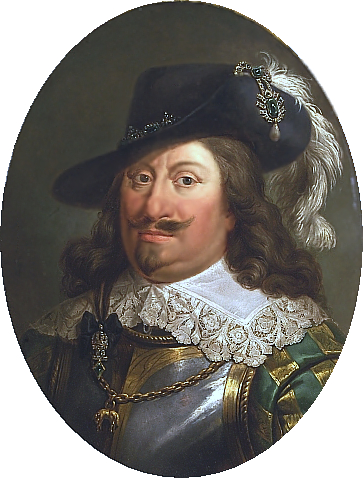
Марчелло Баччарелли, 1771 г., Королевский замок в Варшаве